# 1. FSV Mainz 05
Der 1. Fußball- und Sportverein Mainz 05 e. V., kurz 1. FSV Mainz 05 oder nur Mainz 05, ist ein 1905 gegründeter, eingetragener Sportverein aus Mainz. Neben der Fußballabteilung, deren erste Herrenmannschaft in der Bundesliga spielt, hat der Verein noch eine Handball-, eine Tischtennis- und eine Fan-Abteilung. Die erste Tischtennis-Herrenmannschaft spielt seit der Saison 2022/23 in der Bundesliga, die Damenhandballmannschaft war von 2018 bis 2020 Bundesligist. Seit dem 1. Juli 2023 verfügt der Verein außerdem über eine Frauenfußballabteilung, deren erste Mannschaft ab der Saison 2025/26 in der 2. Frauen-Bundesliga spielt.
Mitte Mai 2025 erreichte der Verein die Marke von 25.000 Mitgliedern. Zum 1. Juli hatte er 27.000 Mitglieder.
Zu den größten sportlichen Erfolgen der Fußballabteilung zählen die Jahre in der höchsten deutschen Spielklasse von 2004 bis 2007 und seit 2009, das Erreichen des Halbfinals im DFB-Pokal in der Spielzeit 2008/09 sowie der sechste Tabellenplatz zum Abschluss der Saison 2015/16 und damit die direkte Qualifikation für die Gruppenphase der UEFA Europa League 2016/17.
Die Geschäftsräume des Vereins befinden sich in der Isaac-Fulda-Allee im Stadtteil Mainz-Gonsenheim. Seit Juli 2011 wird die heutige Mewa Arena in Mainz-Bretzenheim, die 33.305 Zuschauer fasst, für die Heimspiele der ersten Mannschaft genutzt. Bis dahin war im Bruchwegstadion gespielt worden, das weiterhin von Nachwuchsmannschaften und nach dem Aufstieg der Frauenmannschaft in die 2. Frauen-Bundesliga ab der Saison 2025/2026 genutzt wird.

## Geschichte

### 1905–1919: Entstehung und frühe Jahre
Der früheste Vorgängerklub des heutigen 1. FSV Mainz 05 entstand im März 1905 im heute nicht mehr bestehenden Café Neuf nahe der heutigen Großen Langgasse in der Mainzer Innenstadt. Das genaue Gründungsdatum ist umstritten; während Nachkriegsquellen den 16. März nennen, ist in den Festschriften zum 20. und 25. Vereinsjubiläum vom 27. März die Rede. Im Sommer 1905 – der exakte Termin ist nicht überliefert – trat der noch namenlose Verein zu seinem ersten Spiel an. Gegen den im selben Jahr gegründeten FC Germania Gustavsburg gewannen die Mainzer 5:3 (100 Jahre später war ein erneutes Aufeinandertreffen der beiden Vereine Teil der Jubiläumsfeierlichkeiten; die 05er, mittlerweile Bundesligist, gewannen 14:0). Wenig später bekam das „wilde Gebilde“, wie die Gründer ihren Verein anfangs nannten, einen Namen: 1. Mainzer Fußballclub „Hassia“ 05. Unter diesem Namen bestritt der Verein seine ersten datierten Spiele: Am 13. August verloren die Mainzer gegen eine Mannschaft aus Biebrich, wahrscheinlich mangels exakter Regelkenntnisse 1:2 durch eine frühe Form des Golden Goal, 14 Tage später 0:1 gegen den Mainzer Fußball-Club 1904. Die 04er waren der älteste reine Fußballverein der Stadt und hinter dem heute noch bestehenden Mainzer Vorortklub FVgg Mombach 03 der zweitälteste Fußballverein Rheinhessens, lösten sich aber schon nach wenigen Jahren wieder auf.
Zum Ersten Vorsitzenden wurde im Oktober 1905 auf einer „außerordentlichen Generalversammlung“ der 17-jährige Eugen Salomon gewählt, der zum 24. Juni 1906 den Eintritt in den Verband Süddeutscher Fußball-Vereine erwirkte. Zuvor waren die Fußballer nur unregelmäßig gegen andere unorganisierte Vereine angetreten. Am 7. Oktober 1906 bestritten die 05er ihr erstes Pflichtspiel. In der Klasse B blieb Hassia in der Hinrunde ohne Punktverlust, fiel aber in der Rückrunde ins Mittelfeld zurück. Fußball spielten die aktiven Sportler in den ersten Jahren nur im Frühjahr und Herbst. Der Sommer war der Leichtathletik vorbehalten.
Ein Meilenstein für den Verein war das Gastspiel des fünfmaligen Westkreismeisters FC Pfalz Ludwigshafen am 25. Dezember 1909. Mittlerweile spielte man nicht mehr auf dem provisorischen Platz am Gautor, sondern in der Mainzer Radrennbahn am heutigen Fichteplatz. Diese erste Partie gegen eine damalige „Spitzenmannschaft“ ging zwar trotz einer frühen Führung mit 2:5 verloren, aber der Mainzer Anzeiger druckte anlässlich dieser Begegnung im Verlauf mehrerer Wochen nicht nur das Fußball-Regelwerk, sondern auch eine Beschreibung der verschiedenen Mannschaftspositionen und erstmals die Namen der Spieler ab. Die noch junge Sportart und der Klub selbst erlebten daraufhin einen Popularitätsschub, der sich in der ersten vierstellige Zuschauerzahl am Ostersonntag 1910 ausdrückte. Rund 1200 Zuschauer sahen den 6:2-Sieg gegen die im Militärfußball sehr erfolgreiche Besatzung des Kreuzers Gneisenau – finanziell profitierte der Verein jedoch nicht davon, da der Kassierer die Einnahmen veruntreute. Später im selben Jahr bekamen die 05er auf einem von der Preußisch-Hessischen Eisenbahn gepachteten Grundstück an der Hattenbergstraße ihren ersten eigenen Sportplatz mit Tribüne und Umkleidekabinen. Die Anlage wurde am 16. Oktober 1910 mit einer 1:5-Niederlage gegen die Stuttgarter Kickers II eingeweiht.
Am 16. August 1912 fusionierte die „Hassia“ mit dem Mainzer Fußballclub „Hermania“ 1907 anlässlich einer gemeinsamen Generalversammlung, die erneut im Café Neuf stattfand. Die „Hermania“ war seit 1907 ein Lokalrivale gewesen und hatte sich aus Aktiven der vormaligen Fußballabteilung des heute noch existierenden Mainzer Turnverein von 1817 zusammengesetzt. Der 1. FC Hassia-Hermania 05, der wenig später zum 1. Fußballverein Mainz 05 umbenannt wurde, bestritt sein letztes Spiel vor dem Ersten Weltkrieg am Ostersonntag 1914, das mit einem 3:1-Erfolg gegen die Auswahl des Kreuzers Mainz endete. Gegen Kriegsende bildete der 1. Fußballverein Mainz 05 eine Kriegsspielgemeinschaft mit dem Sportverein 08 Mainz und auch nach dem Ende der Kampfhandlungen blieb die Verbindung erhalten, wodurch der 1. Mainzer Fußball- und Sportverein 05 entstand.

### 1919–1933: Bezirksliga Hessen
| Saison                                                                  | Platz (von)     | Tore        | Punkte        | Zuschauer- schnitt |
| ----------------------------------------------------------------------- | --------------- | ----------- | ------------- | ------------------ |
| 1919/20                                                                 | 09 (10)         |             | 12–24         |                    |
| 1920/21                                                                 | 01 (10) 03 (03) | 43:18 05:08 | 26–10 02–06*  |                    |
| 1921/22                                                                 | 03 (08)         | 36:07       | 19–09         |                    |
| 1922/23                                                                 | 06 (08)         | 16:16       | 12–16         |                    |
| 1925/26                                                                 | 02 (08)         | 37:26       | 21–07         |                    |
| 1926/27                                                                 | 01 (10) 06 (06) | 51:28 13:37 | 26–10 05–15*  |                    |
| 1927/28                                                                 | 02 (10) 02 (08) | 46:28 38:25 | 24–12 17–11** |                    |
| 1928/29                                                                 | 02 (09) 04 (08) | 46:16 32:35 | 24–08 14–14** |                    |
| 1929/30                                                                 | 04 (08)         | 29:32       | 14–14         |                    |
| 1930/31                                                                 | 04 (08)         | 27:28       | 13–15         |                    |
| 1931/32                                                                 | 01 (10) 08 (08) | 68:25 20:35 | 29–07 09–19*  | 5143               |
| 1932/33                                                                 | 01 (10) 07 (08) | 57:20 35:38 | 31–05 08–20*  | 4607               |
| * Süddeutsche Meisterschaftsendrunde ** Trostrunde der Liga-Vizemeister |                 |             |               |                    |

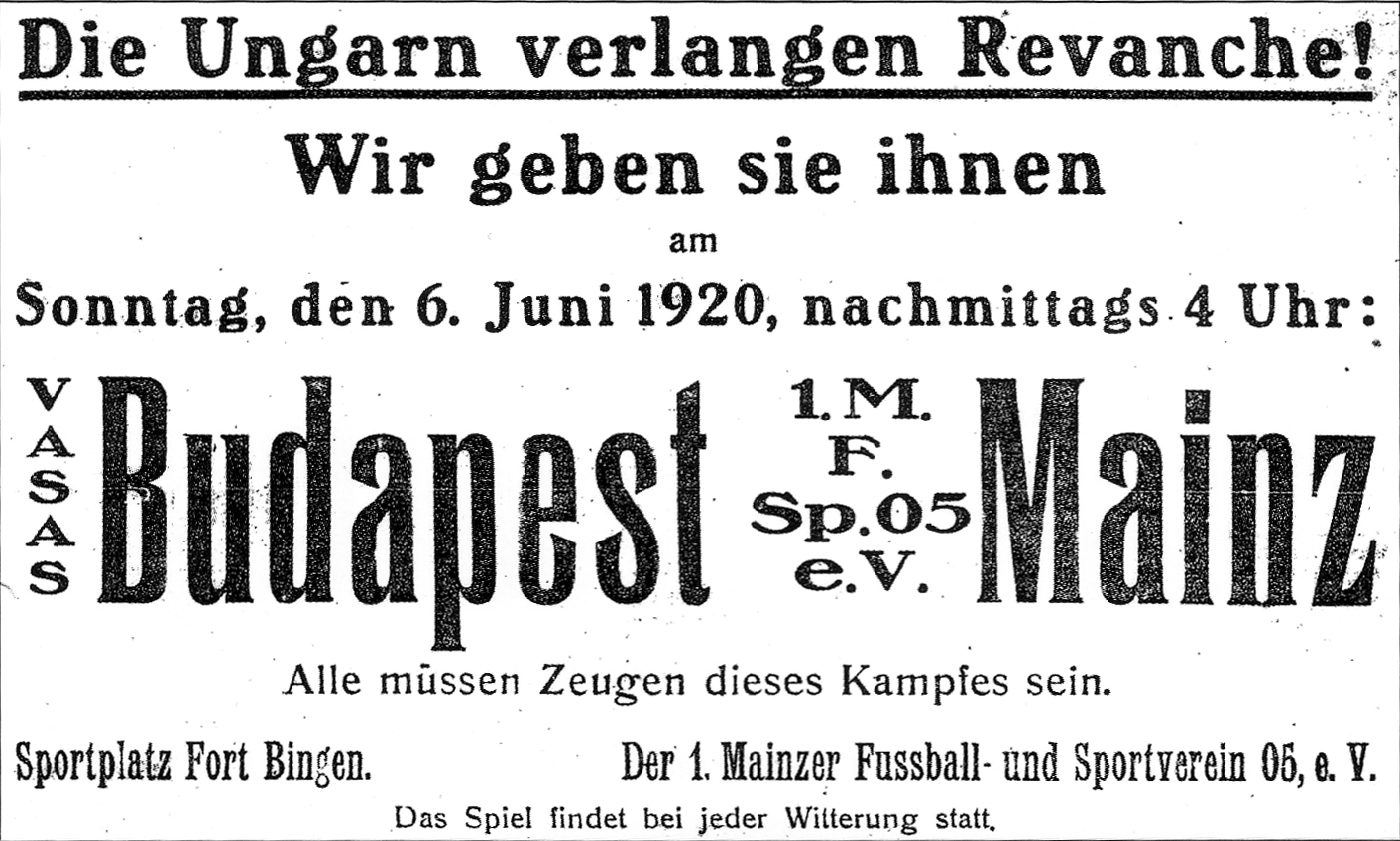
Flugblatt zum zweiten Spiel gegen Vasas

Erster Höhepunkt im Vereinsleben des jungen Fußball- und Sportvereins waren die beiden internationalen Freundschaftsspiele gegen Vasas Budapest im Juni 1920. Die 05er gewannen das von einer intensiven Werbekampagne begleitete erste Duell mit 1:0 (die einzige Niederlage der Ungarn bei ihrer Deutschland-Tournee) und blieben auch drei Tage später in der Revanchebegegnung beim 0:0 ohne Niederlage. Diese Spiele markierten den Beginn der ersten „großen Ära“ von Mainz 05, die durch die Gründung eines einheitlichen Ligasystems nach dem Ersten Weltkrieg ermöglicht wurde. Nachdem sie sich im ersten Jahr nur knapp in der neuen Bezirksliga gehalten hatten, bildeten die unter anderem mit den Gebrüdern Freitag und dem Ex-Nationalverteidiger Kurt Diemer aus Berlin sowie dem Rückkehrer Hugo Ries verstärkten Mainzer in dieser Phase bald eine regionale Spitzenmannschaft, die überregional allerdings stets chancenlos war. In den Spielzeiten 1920/21, 1931/32 und 1932/33 gewannen die Mainzer jeweils die Hessenmeisterschaft, 1926/27 (aufgrund einer vorübergehenden Staffelneuordnung) den Titel im Bezirk Rheinhessen-Saar, was jeweils zur Teilnahme an der süddeutschen Meisterrunde berechtigte.
„Größter Tag der Mainzer Sportgeschichte“ nannte der Mainzer Anzeiger den 22. November 1925, an dem die eben erst von einem zweijährigen Absturz in die Zweitklassigkeit zurückgekehrten 05er beim späteren Rheinhessen-Saar-Meister FV 03 Saarbrücken mit 1:0 siegten. Am Ende jener Saison verpasste der Aufsteiger die Meisterschaft um nur einen Punkt. Berühmt wurde in der folgenden Saison am 20. März 1927 das Spiel in der süddeutschen Meisterrunde gegen den 1. FC Nürnberg, dem erfolgreichsten deutschen Fußballverein der 1920er-Jahre. Die Mainzer trotzten hier vor 12.000 Zuschauern dem späteren Deutschen Meister, der mit den „Idolen“ Hans Kalb und Heinrich Stuhlfauth sowie acht weiteren Nationalspielern angetreten war, ein 3:3 ab, nachdem sie zur Halbzeit durch Tore von Georg Kaiser (2) und Paul Lipponer sogar 3:1 geführt hatten.
In diese Phase fällt auch der Bau des Sportplatzes am Fort Bingen (rund 500 Meter südlich des Bruchwegstadions auf dem heutigen Universitätsgelände). Der Platz wurde 1920 als erste vereinseigene Kampfbahn eröffnet, aber nur 17 Jahre später enteignet und abgerissen.
Elf der Ära  Kriterien
Hans Lautner – Draisbach, Otto Freitag – Clemens Weilbächer, Willi Freitag, Karl Kast – Heinrich Decker, Jakob Schneider, Paul Lipponer, Karl Scherm, Georg Kaiser. Trainer: Paul Oßwald

### 1933–1945: Mainz 05 während des Dritten Reichs
| Saison           | Platz (von) | Tore  | Punkte | Zuschauer- schnitt |
| ---------------- | ----------- | ----- | ------ | ------------------ |
| 1933/34*         | 11 (12)     | 44:53 | 19–25  | 03864              |
| 1934/35          | 02 (12)     | 75:32 | 35–09  | 02876              |
| 1935/36          | 03 (12)     | 44:37 | 23–21  |                    |
| 1936/37          | 09 (12)     | 28:50 | 17–27  |                    |
| 1937/38          | 09 (10)     | 34:37 | 14–22  |                    |
| 1938/39          | 06 (13)     | 49:47 | 24–24  |                    |
| 1939/40          | 02 (8)      | 42:22 | 15–05  |                    |
| 1940/41          | 01 (7)      | 44:17 | 16–04  |                    |
| 1941/42          | 05 (10)     | 45:44 | 18–18  |                    |
| * in der Gauliga |             |       |        |                    |

Aufgrund der Erfolge in den frühen 1930ern waren die Mainzer für die erste Saison in der 1933 gegründeten Gauliga Südwest qualifiziert. Wie bereits in den Meisterrunden der Vorjahre war die Mannschaft auch in dieser sportlich anspruchsvollen Liga überfordert und stieg bereits im ersten Jahr als Tabellenvorletzter in die zweitklassige Bezirksklasse Rheinhessen ab. Dabei beendeten sie die Saison mehrere Wochen vor dem Rest der Liga und mussten die direkten Konkurrenten, die in ihren verbleibenden Spielen punkteten, ohne Gegenwehr vorbeiziehen lassen. Karl Scherm erzielte in seiner letzten Saison für die 05er 23 der 44 Mainzer Treffer.
1935 verpassten die lange auf dem ersten Tabellenplatz stehenden 05er den Wiederaufstieg, als im direkten Duell der SC Opel Rüsselsheim am vorletzten Spieltag vorbeizog. Als entscheidendes Hindernis hatte sich hier die Verletzung von Torjäger und Ex-Waldhöfer Heinrich Decker herausgestellt, der in den 20 Begegnungen zuvor 28-mal getroffen hatte.
Sowohl Deckers langer Ausfall als auch die überdurchschnittliche Anzahl von Unentschieden sorgten in der Saison 1935/36 früh für einen großen Abstand zur Spitzengruppe. Nach einer weiteren enttäuschenden Spielzeit 1936/37 – besonders auf fremden Plätzen – versuchte der Verein, eine neue Aufbruchstimmung zu erzeugen, die aber durch den Verlust des Stadions, das 1937 einer Flakkaserne weichen musste, verpuffte. Im ersten Jahr ohne eigenen Sportplatz stiegen die so enteigneten 05er als Vorletzter sportlich aus der Bezirksklasse ab, durften aber durch die Aufstockung der Liga von 10 auf 13 Vereine weiter zweitklassig bleiben.
Im nationalsozialistischen Deutschland galten die 05er als „Judenverein“, da etliche Vereinsmitglieder, darunter der Gründer Eugen Salomon und das Vorstandsmitglied Carl Lahnstein jüdischen Glaubens waren. Zwar hatte der Verein eine gemeinsame Erklärung diverser süddeutscher Fußballclubs vom 9. April 1933, in der sich die Vereine wohlwollend zur NS-Machtübernahme äußerten und sich verpflichteten, die „Entfernung der Juden“ aus dem deutschen Fußball voranzutreiben, nicht unterschrieben, wenngleich die genauen Umstände und Motive unklar blieben. Am 10. August 1933 kam es in einer außerordentlichen Generalversammlung dann jedoch durch Satzungsänderungen zur Gleichschaltung. Eugen Salomon verließ Deutschland noch im selben Jahr.
Im Zuge einer vom nationalsozialistischen Fachamt Fußball verordneten reichsweiten Fusionswelle, die den Zweck hatte, in den Städten zentrale Großvereine zu schaffen, wurde der FSV 1938 mit einem kleinen Nachbarverein zusammengeschlossen – der Reichsbahn SV Mainz 05 entstand. Vorausgegangen war ein gescheiterter Fusionsversuch, nach dem den 05ern die Spielerlaubnis vorübergehend entzogen worden war. Während des Zweiten Weltkriegs, der ständige Neuorganisationen des Ligasystems mit sich brachte, wurde das Kunstprodukt 1943 Meister der zweitklassigen Kreisklasse Mainz. Im Herbst 1944 wurde der Spielbetrieb eingestellt, nach Kriegsende der Verein aufgelöst.

### 1945–1963: Neubeginn und Oberliga Südwest
| Saison  | Platz (von) | Tore  | Punkte | Zuschauer- schnitt |
| ------- | ----------- | ----- | ------ | ------------------ |
| 1946    | 10 (10)     | 20:60 | 07–29  |                    |
| 1946/47 | 03 (08)     | 28:19 | 16–12  |                    |
| 1947/48 | 08 (14)     | 36:49 | 25–27  |                    |
| 1948/49 | 08 (13)     | 39:67 | 20–28  | 03750              |
| 1949/50 | 11 (16)     | 48:74 | 26–34  | 04179              |
| 1950/51 | 12 (14)     | 33:75 | 14–38  | 03244              |
| 1951/52 | 10 (16)     | 69:82 | 28–32  | 05433              |
| 1952/53 | 08 (16)     | 59:55 | 30–30  | 05680              |
| 1953/54 | 07 (16)     | 61:55 | 31–29  | 05533              |
| 1954/55 | 14 (16)     | 51:64 | 20–40  | 04467              |
| 1955/56 | 10 (16)     | 52:64 | 27–33  | 05067              |
| 1956/57 | 10 (16)     | 38:59 | 28–32  | 03880              |
| 1957/58 | 06 (16)     | 58:56 | 33–27  | 04033              |
| 1958/59 | 12 (16)     | 55:78 | 24–36  | 04000              |
| 1959/60 | 11 (16)     | 38:58 | 24–36  | 02800              |
| 1960/61 | 05 (16)     | 37:45 | 31–29  | 02767              |
| 1961/62 | 09 (16)     | 47:96 | 25–35  | 03333              |
| 1962/63 | 12 (16)     | 33:51 | 23–37  | 01967              |

Bereits kurz nach Kriegsende wurde in der Vereinsgaststätte Martinsburg am Kästrich in der Mainzer Oberstadt die Wiedergründung des 1. FSV Mainz 05 beschlossen. Am 11. November 1945 genehmigte das französische Militärgouvernement die im Oktober noch abgelehnte Wiederaufnahme des organisierten Sports in Mainz. Wenig später wurde der Verein im Wirtshaus Roter Kopf unter der Leitung von Konrad Weil, dem Vorsitzenden des Sportausschusses der letzten Vorkriegsjahre, neu gegründet. Bereits an Allerheiligen hatte es das erste Nachkriegsspiel gegeben: 1:1 beim MTV 1817.
Noch im Winter 1945/46 nahm die Oberliga Saar-Pfalz-Hessen, der früheste Vorgänger der Oberliga Südwest, den Spielbetrieb auf. Die 05er waren Gründungsmitglied, was angesichts einer 0:15-Niederlage beim 1. FC Kaiserslautern kurz vor Saisonbeginn nicht unumstritten war. „Unter solchen Umständen verdient Mainz 05 als der Verein, der in der Vergangenheit am meisten für den Mainzer Fußballsport getan hat, den Vorrang. Wir erwarten jetzt nur, dass die 05er alles aufbieten, was zu einer anständigen Haltung in der Oberliga notwendig ist“, forderte der Mainzer Anzeiger wenige Tage nach dem Spiel. Im ersten Ligaspiel nach dem Krieg verloren die Mainzer am 6. Januar 1946 mit 2:4 gegen den späteren Südwestmeister 1. FC Saarbrücken, und mit nur zwei Siegen beendeten sie die Saison auf dem letzten Tabellenplatz. Es gab jedoch keinen Abstieg.
Bereits 1946 wurde der südwestdeutsche Fußball reformiert. Die Saar-Pfalz-Hessen-Liga wurde zunächst aufgestockt und ging als „Nordzonenliga“ – ohne die Saarvereine – in ihre zweite Saison. Mainz 05 gab mit dem neuen Trainer Helmut Schneider, der auch selbst mitwirkte, und prominenten Zugängen wie Paul Lipponer und Ludwig Günderoth ein besseres Bild ab und kam bis Ende November auf 10:2 Punkte (Torverhältnis 27:5); nur gegen den 1. FCK verlor man auswärts 2:3. Dann jedoch wurde die Liga aufgelöst und durch die 1. Liga Südwestdeutschland, Gruppe Nord ersetzt. In einer einmonatigen Pokalrunde wurden jeweils zwei Teilnehmer aus den Bezirken Rheinland, Rheinhessen, Pfalz und Saargebiet ermittelt. Die 05er, die sich inzwischen von den neuen Spielern wieder getrennt hatten, qualifizierten sich mit einem knappen Sieg nach Verlängerung gegen den SV Gonsenheim. Am Ende belegten sie den dritten Platz, auch dank eines 3:1-Siegs über den FCK an Fastnacht. Die Mainzer etablierten sich fortan in der Oberliga, in der sie jedoch nie eine Hauptrolle spielten. Der Verein nahm zwar an jeder Oberligasaison teil, stand aber auch nur viermal (1953, 1954, 1958 und 1961) in der oberen Tabellenhälfte und musste mehrmals lange um den Klassenerhalt fürchten.
Entscheidend für die weitere Entwicklung des Vereins war die Saison 1951/52. Unter der Führung von Walter Strutz, der als Nachfolger des tödlich verunglückten Charly Armbruster den Vereinsvorsitz übernommen hatte, konnte sich der Verein finanziell konsolidieren. Gleichzeitig wurde der im Krieg beschädigte Sportplatz am Bruchweg modernisiert und auf ein Fassungsvermögen von 20.000 Zuschauern ausgebaut – eine Zuschauerzahl, die bei Spielen gegen den 1. FC Kaiserslautern fünfmal erreicht wurde, unter anderem beim größten sportlichen Erfolg in der Oberliga, als die 05er am 15. November 1953 vor ausverkauftem Haus den FCK 5:2 besiegten. Werner Sommer, Walter Sonnenberger und dreimal Karl-Heinz Wettig trafen gegen den Pfälzer Serienmeister, der mit vier seiner fünf späteren Weltmeister angetreten war.
Dennoch wären die 05er im Jubiläumsjahr 1955 beinahe abgestiegen: Am Saisonende mussten sie beim Vorjahresdritten TuS Neuendorf oder gegen den späteren Südwest-Vizemeister Wormatia Worms punkten. Trotz des frühen 0:2-Rückstands gewannen die Mainzer die entscheidenden Punkte durch ein 3:2 in Neuendorf, was trotz einer deftigen 3:8-Niederlage gegen Worms im Anschluss für Platz 14 genügte. Kurz nach Saisonende trat der englische Pokalfinalist Manchester City mit dem deutschen Torhüter Bert Trautmann am Bruchweg zum Jubiläumsspiel an, das die Mainzer vor 10.000 Zuschauern mit 2:1 gewannen. Sogar rund 30.000 Zuschauer sahen am 6. November 1955 den 2:1-Sieg beim SV Saar 05 Saarbrücken. Dieser Rekordbesuch hatte allerdings wenig mit dem Spiel der 05er zu tun – es war nur die „Ouvertüre“ zum Spitzenspiel zwischen dem 1. FC Saarbrücken und dem FCK.
Die folgenden Jahre verliefen für die 05er meist unspektakulär. Lediglich 1962 qualifizierten sie sich erstmals für den DFB-Pokal, in dem sie in der ersten Runde dem 1. FC Köln 0:5 unterlagen.
Elf der Ära  Kriterien
Otto Schedler – Josef Amadori, Alfred Höfer – Hermann Ronde, Erich Reith, Norbert Liebeck – Bernhard Christ, Lothar Buchmann, Horst Lebefromm, Josef Meinhardt, Karl-Heinz Wettig. Trainer: Heinz Baas.

### 1963–1976: Regionalliga Südwest, 2. Bundesliga Süd
| Saison  | Platz (von) | Tore  | Punkte | Zuschauer- schnitt |
| ------- | ----------- | ----- | ------ | ------------------ |
| 1963/64 | 04 (20)     | 82:57 | 47–29  | 02632              |
| 1964/65 | 11 (18)     | 55:64 | 28–40  | 02171              |
| 1965/66 | 03 (16)     | 66:39 | 38–22  | 02687              |
| 1966/67 | 04 (16)     | 50:35 | 39–21  | 02705              |
| 1967/68 | 04 (16)     | 57:32 | 38–22  | 03787              |
| 1968/69 | 13 (16)     | 40:58 | 23–37  | 01867              |
| 1969/70 | 12 (16)     | 37:58 | 25–35  | 01667              |
| 1970/71 | 07 (16)     | 57:49 | 35–25  | 02427              |
| 1971/72 | 04 (16)     | 57:41 | 37–23  | 04067              |
| 1972/73 | 01 (16)     | 80:41 | 44–16  | 05700              |
| 1973/74 | 05 (16)     | 88:49 | 38–22  | 04433              |
| 1974/75 | 11 (20)     | 63:60 | 38–38  | 04553              |
| 1975/76 | 12 (20)     | 81:92 | 36–40  | 03516              |

Als 1963 die Bundesliga eingeführt wurde, war der 1. FSV Mainz 05 nicht qualifiziert. In der neu gegründeten Regionalliga Südwest gehörte der Verein stattdessen meist zur Spitzengruppe: In den ersten fünf Jahren wurden die Mainzer einmal Dritter, dreimal Vierter, und 1966 fehlten nur drei Punkte zur Südwestmeisterschaft. Dem gegenüber stand im Jahr darauf (Mittwoch, den 3. Mai 1967) das mit 79 Zuschauern am schlechtesten besuchte Ligaspiel der Nachkriegszeit, das gegen den FC 08 Homburg unter der Woche ausgetragen wurde, für den Ausgang der Meisterschaft bedeutungslos war und mit der Live-Übertragung des Länderspiels zwischen Deutschland und Jugoslawien zusammenfiel. Sportliche Höhepunkte waren speziell in der DFB-Pokalsaison 1964/65 zu finden, als die Mainzer den späteren Deutschen Meister Werder Bremen (1:0 in Mainz) und den Titelverteidiger TSV 1860 München (2:2 n. V. in Mainz, 2:1 in München) aus dem Wettbewerb warfen – erst im Viertelfinale schieden die Mainzer gegen den 1. FC Nürnberg (0:3) aus.
In den späten 1960ern verloren die 05er den Anschluss an die Spitzengruppe. Nachdem sie bereits in der Schlussphase der Saison 1968/69 den Abstiegsplätzen gefährlich nahegekommen waren, musste die überalterte Mannschaft im folgenden Jahr als Drittletzter überwintern. Der Verein dachte über eine Fusion mit dem noch schlechter stehenden Nachbarn SpVgg Weisenau Mainz nach, die von den SVW-Mitgliedern jedoch mit so deutlicher Mehrheit abgelehnt wurde, dass das Votum der 05-Mitglieder gar nicht mehr stattfand. Dem FSV gelang am Saisonende den Klassenverbleib, die Weisenauer stiegen ab.
1970 begann unter Trainer Erich Gehbauer der Umbruch, der drei Jahre später zur Südwestmeisterschaft führte. Mit dem langjährigen Stammtorwart Kurt Planitzer, Verteidiger Heinz Wassermann, der zuvor in sechs Jahren nur vier Spiele verpasst hatte, den Läufern Carlo Storck und Richard Klauss sowie den Angreifern Gerhard Bopp (der fünfeinhalb Jahre später zurückkam), Georg Tripp und Horst Klinkhammer waren in jener Sommerpause sieben Stammspieler unter den 15 Abgängen des damaligen Tabellenzwölften. Die deutlich verjüngte Mannschaft wurde in der Saison 1970/71 nach einem guten Start (am zweiten Spieltag ein 6:0-Sieg gegen den amtierenden Südwestmeister SV Alsenborn) Tabellensiebter und belebte das Interesse der Mainzer Fußballfreunde neu: Nach dem 4:0-Heimsieg gegen Eintracht Trier wurden laut der lokalen Presse „in der Stadt erstmals seit den Pokalspielen von 1965 wieder Jugendliche mit Fahnen in den Vereinsfarben gesehen“.
1971 wurde Werner Höllein neuer Vorsitzender von Mainz 05, der mit Hilfe des Mainzer Bürgermeisters Jockel Fuchs den Mainzer Konzern Werner und Mertz mit seiner Marke Blendax als ersten Großsponsor akquirieren konnte. Dadurch ergaben sich für Mainz 05 in wirtschaftlich prekärer Lage neue finanzielle Möglichkeiten. Obwohl Gebauer, mit dem mittelfristig der Aufstieg in die Bundesliga angegangen werden sollte, den Verein bereits 1971 aufgrund seiner beruflichen Verpflichtungen als Beamter der Bundesbahndirektion wieder verließ, blieb die „Marschrichtung“ auch unter dessen Nachfolger Bernd Hoss gleich. Vorstopper Helmut Müllges, der letzte verbliebene Spieler aus Oberligazeiten, beendete seine Karriere, und unterstützt durch Blendax waren die Mainzer in der Lage, viele prominente Neuzugänge zu verpflichten, darunter den bundesligaerfahrenen Torjäger Gerd Klier vom Hamburger SV, der insgesamt viermal Torschützenkönig der Regionalliga Süd bzw. Südwest wurde, und 1972 den dänischen Nationalspieler Torben Nielsen von B 03 Kopenhagen. Das Konzept ging auf: Am 6. Mai 1973 wurde der Verein durch ein 1:1 gegen den direkten Konkurrenten Röchling Völklingen vor 18.000 Zuschauern zum einzigen Mal Meister der Regionalliga Südwest. In der folgenden Aufstiegsrunde zur Bundesliga belegten die 05er hinter dem späteren Aufsteiger SC Fortuna Köln, mit dem sie sich lange ein Kopf-an-Kopf-Rennen geliefert hatten, und dem FC St. Pauli, der erst am für den Aufstieg bedeutungslosen letzten Spieltag vorbeizog, den dritten Platz.
Durch die Erfolge in der Regionalliga waren die Mainzer 1974 für die neu gegründete zweigleisige 2. Bundesliga qualifiziert. Zwei Jahre lang hielt der 1. FSV Mainz 05 gut mit und belegte die Plätze 11 und 12 (von insgesamt 20 Mannschaften) in der Südstaffel. Nach dem zweiten Jahr, das die Mainzer mit den meisten Toren und den zweitmeisten Gegentoren der Liga abgeschlossen hatten, sorgten sie für ein Novum im deutschen Profifußball, indem sie als erster Verein aus wirtschaftlichen Gründen freiwillig auf die Zweitligalizenz verzichteten und sich in die Amateurliga Südwest zurückzogen. Diesem Beispiel folgten in den anschließenden Jahren mehrere Zweitligisten. Der sportlich abgestiegene SSV Jahn Regensburg blieb an der Stelle der Mainzer in der 2. Bundesliga.
Elf der Ära  Kriterien
Kurt Planitzer – Carlo Storck – Herbert Scheller, Helmut Müllges, Heinz Wassermann – Horst Schuch, Hans-Jürgen Richter, Kurt Sauer – Herbert Renner, Gerd Klier, Charly Tripp. Trainer: Bernd Hoss.

### 1976–1988: Amateurfußball
| Saison  | Platz (von) | Tore   | Punkte | Zuschauer- schnitt |
| ------- | ----------- | ------ | ------ | ------------------ |
| 1976/77 | 06 (19)     | 094:49 | 46–26  | .00834             |
| 1977/78 | 01 (20)     | 108:37 | 65–11  | 01047              |
| 1978/79 | 03 (18)     | 082:41 | 47–21  | .00988             |
| 1979/80 | 05 (18)     | 068:49 | 39–29  | .00732             |
| 1980/81 | 01 (18)     | 086:45 | 49–19  | 01033              |
| 1981/82 | 02 (21)     | 088:37 | 57–23  | 01305              |
| 1982/83 | 08 (20)     | 082:70 | 41–35  | .00863             |
| 1983/84 | 08 (18)     | 060:61 | 38–30  | .00646             |
| 1984/85 | 02 (18)     | 069:29 | 49–19  | 01313              |
| 1985/86 | 05 (18)     | 066:36 | 41–27  | .00747             |
| 1986/87 | 05 (18)     | 057:31 | 42–26  | .00510             |
| 1987/88 | 01 (18)     | 062:19 | 54–14  | 01265              |

In der Drittklassigkeit zählten die Mainzer meist zu den Südwest-Spitzenmannschaften, erlebten aber auch eine der schwersten Krisen der Vereinsgeschichte, als im August 1982 die Staatsanwaltschaft wegen finanzieller Ungereimtheiten gegen den Verein ermittelte und gleichzeitig der Vereinspräsident Jürgen Jughard bei einem Autounfall nahe Koblenz verstarb. Dabei stellte sich heraus, dass Jughard in großem Stil Gelder der Deutschen Anlagen Leasing, deren Generalbevollmächtigter er war, für den Verein veruntreut hatte. Die 05er wurden so in einen der bis dato größten bundesdeutschen Wirtschaftsskandale verwickelt. Die genauen Umstände von Jughards Tod – Unfall oder Suizid – konnten nicht vollständig geklärt werden.
Nachdem die völlig neu zusammengestellte Mannschaft die erste Saison nach dem Rückzug nur auf dem sechsten Platz der sportlich schwachen Amateurliga Südwest beendet hatte, gelang 1978 die erste Südwestmeisterschaft. Die Mainzer eroberten kurz vor der Winterpause die Tabellenführung und gaben sie bis zum Saisonende nicht mehr her. In der kurz nach dem letzten Spieltag beginnenden Aufstiegsrunde gegen die Meister der Amateurligen Saarland (Borussia Neunkirchen) und Rheinland (TuS Neuendorf), die eine längere Regenerationszeit hatten, waren die Mainzer allerdings chancenlos. In der 1978 eingeführten Amateur-Oberliga, die die drei Südwest-Amateurligen vereinte, brauchten die 05er drei Jahre, um 1980/81 erstmals Meister zu werden. Trotzdem stiegen sie erneut nicht auf, weil gerade in jener Saison die 2. Bundesliga auf eine Staffel reduziert wurde und der Aufstieg in die Zweitklassigkeit deshalb ausgesetzt war. 1982 – im Jahr der „Jughard-Affäre“ – scheiterten die Mainzer knapp am FC 08 Homburg, worauf mit jeweils Rang 8 in den beiden folgenden Jahren die jeweils schlechteste Platzierung in der Oberliga folgte. Die Rückkehr in die Zweitklassigkeit gelang schließlich im Jahr 1988. Mit einem 3:2-Sieg am letzten Spieltag gegen Eintracht Trier sicherte sich der Verein den Gewinn der dritten Meisterschaft und setzte sich auch in der Südgruppe der darauffolgenden Aufstiegsrunde zur 2. Bundesliga in den Spielen gegen Viktoria Aschaffenburg, SpVgg Unterhaching und FV 09 Weinheim durch. In die Amateurzeit zwischen 1976 und 1988 fielen die meisten Titel des 1. FSV Mainz 05, wozu vier Südwestpokal-Siege, drei Südwest-Meisterschaften und die Amateur-Meisterschaft 1982 (3:0 im Endspiel gegen die Amateure von Werder Bremen) zählten. Dazu kamen die höchsten dokumentierten Ligaspiel-Siege in der Vereinsgeschichte: 10:0 gegen den SV Speicher (31. März 1979) und gegen die SG Ellingen-Bonefeld (18. Mai 1980).
Elf der Ära  Kriterien
Manfred Petz – Herward Koppenhöfer – Michael Wocker, Werner Orf, Hans Keller – André Häuser, Gerhard Bopp, Michael Schuhmacher, Bernd Münch – Charly Mähn, Armin Maier. Trainer: Horst-Dieter Strich.

### 1988–2001: Wechselvolle Jahre in der 2. Bundesliga
| Saison                    | Platz (von) | Tore  | Punkte | Zuschauer- schnitt |
| ------------------------- | ----------- | ----- | ------ | ------------------ |
| 1988/89                   | 18 (20)     | 44:76 | 29–47  | 04158              |
| 1989/90 *                 | 01 (18)     | 93:20 | 62–06  | 02899              |
| 1990/91                   | 08 (20)     | 45:52 | 41–35  | 05008              |
| 1991/92                   | 09 (12)     | 39:38 | 30–34  | 03994              |
| 1992/93                   | 12 (24)     | 54:58 | 46–46  | 03907              |
| 1993/94                   | 13 (20)     | 46:51 | 37–39  | 03646              |
| 1994/95                   | 14 (18)     | 50:55 | 30–38  | 03958              |
| 1995/96                   | 11 (18)     | 37:41 | –0044  | 04271              |
| 1996/97                   | 04 (18)     | 50:34 | –0054  | 07124              |
| 1997/98                   | 10 (18)     | 55:48 | –0044  | 07959              |
| 1998/99                   | 07 (18)     | 48:44 | –0050  | 07255              |
| 1999/00                   | 09 (18)     | 41:42 | –0045  | 07515              |
| * in der Oberliga Südwest |             |       |        |                    |

Eine einschneidende Bedeutung für die weitere Entwicklung des Vereins hatte die Jahreshauptversammlung am 19. September 1988, bei der sich eine Oppositionsgruppe deutlich gegen den Vorsitzenden Bodo Hertlein aussprach. Es kam zu einer Kampfabstimmung zwischen Hertlein und dem Kandidaten dieser Gruppe, Harald Strutz. Zum neuen Vereinspräsidenten wurde der damals 37-jährige Anwalt Harald Strutz gewählt, dessen Vater Walter bereits von 1951 bis 1956 dieses Amt innegehabt hatte. Der damals so entstandene Vereinsvorstand rund um Strutz war bis Juni 2017 noch fast unverändert im Amt.
Sportlich erlitten die Mainzer in der 2. Bundesliga zunächst wieder einen Rückschlag, und als 18. und Tabellendrittletzter stieg der Verein direkt wieder ab. Aber bereits im folgenden Jahr kamen sie mit einem „Husarenritt“ (so Trainer Robert Jung) zurück in den Profifußball. Die sehr offensiv ausgerichtete Mannschaft blieb 33 Spiele lang ungeschlagen, errang vorzeitig die Meisterschaft und verlor erst am letzten Spieltag gegen den Vizemeister FSV Salmrohr. Mit vier Siegen in den ersten vier Spielen stand der 1. FSV Mainz 05 schnell als Sieger der Aufstiegsrunde fest, worauf auch die beiden folgenden Niederlagen keinen Einfluss mehr hatten.
Im ersten Jahr nach dem Wiederaufstieg wurden die Mainzer als Tabellenachter bester Aufsteiger der Saison 1990/91, hätten aber aus formalen Gründen beinahe dennoch den Weg zurück ins Amateurlager gehen müssen: Da nicht alle Sponsorenvereinbarungen schriftlich fixiert waren, verweigerte der DFB den 05ern zunächst die Zweitligalizenz für die Saison 91/92, wogegen die Mainzer jedoch erfolgreich Protest einlegten. Bis 1996 spielte die Mannschaft in der 2. Bundesliga meist gegen den Abstieg, und speziell der Abstiegskampf in der Saison 1995/96 verlief ungewöhnlich. Die Mainzer starten mit nur einem Punkt und 0:14 Toren aus acht Spielen in die Runde und nach einem Trainerwechsel zu Wolfgang Frank, der unter anderem dafür sorgte, dass die 05er als einer der ersten Profiklubs in Deutschland fortan mit Viererkette und Raumdeckung agierten, sammelte in der Rückrunde kein Verein mehr Punkte als der 1. FSV Mainz 05. Am vorletzten Spieltag standen die Mainzer erstmals auf einem Nichtabstiegsplatz und platzierten sich am Ende noch auf dem elften Rang. Die entscheidenden Punkte brachte ein 1:0 gegen den VfL Bochum, bei dem zum ersten Mal seit 23 Jahren mehr als 10.000 Mainzer im Bruchwegstadion waren. In der folgenden Saison hatten die Mainzer erstmals seit 1973 die Chance, in die Erstklassigkeit zurückzufinden. Erst am letzten Spieltag der Saison 96/97 mussten sie ihre Aufstiegshoffnungen begraben: Beim direkten Konkurrenten VfL Wolfsburg unterlagen sie in einem spannenden „Aufstiegsendspiel“ mit 4:5.
Bis 2001 war die Mannschaft aber wieder zumeist in unteren Tabellenregionen zu finden. Eine der wenigen sportlichen Höhepunkte war am 15. Mai 2000 ein überraschender Auswärtssieg beim Aufstiegsaspiranten VfL Bochum unter Interimstrainer Dirk Karkuth und mit einem sportlich gut aufgelegten Torsten Lieberknecht als „Manndecker“ gegen den Bochumer Spielmacher Yıldıray Baştürk.
Elf der Ära  Kriterien
Stephan Kuhnert – Jürgen Klopp, Michael Müller, Peter Neustädter, Steffen Herzberger – Guido Schäfer, Jürgen Kramny, Fabrizio Hayer, Christian Hock – Abderrahim Ouakili, Sven Demandt. Trainer: Wolfgang Frank.

### 2001–2008: Die Ära Klopp
| Saison                    | Platz (von) | Tore  | Punkte | Zuschauer- schnitt |
| ------------------------- | ----------- | ----- | ------ | ------------------ |
| 2000/01                   | 14 (18)     | 37:45 | 0040   | 006042             |
| 2001/02                   | 04 (18)     | 66:38 | 0064   | 009866             |
| 2002/03                   | 04 (18)     | 64:39 | 0062   | 012.977            |
| 2003/04                   | 03 (18)     | 49:34 | 0054   | 014.809            |
| 2004/05                   | 11 (18)     | 50:55 | 0043   | 020.159            |
| 2005/06                   | 11 (18)     | 46:47 | 0038   | 020.165            |
| 2006/07                   | 16 (18)     | 34:57 | 0034   | 020.212            |
| 2007/08                   | 04 (18)     | 62:36 | 0058   | 019.918            |
| 2004 bis 2007: Bundesliga |             |       |        |                    |

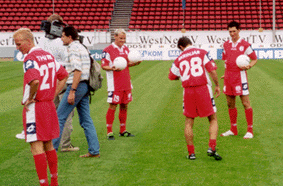
Mannschaftsfoto-Termin 2001

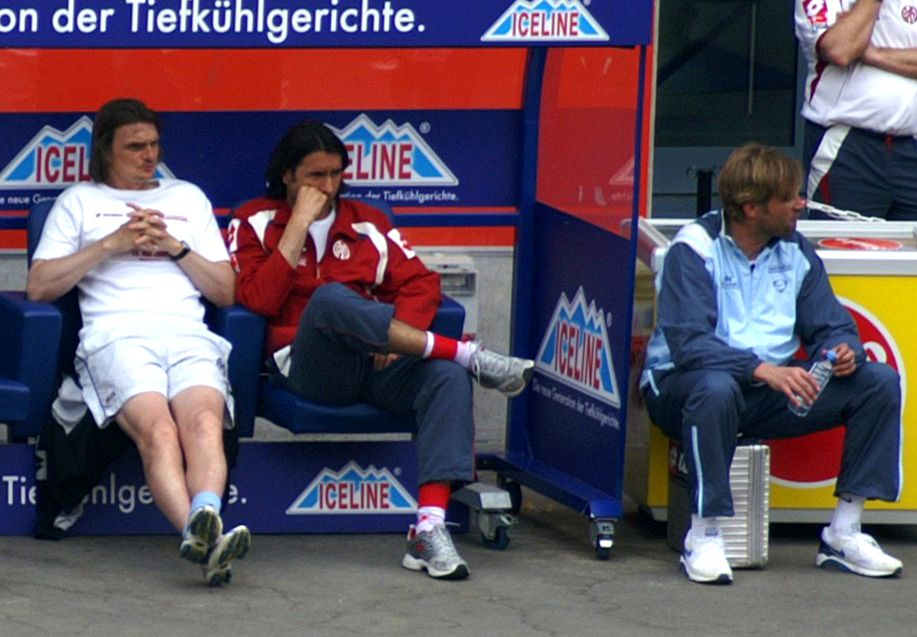
Eine Ära auf der Bank: Jürgen Klopp (rechts, 2001 bis 2008 Cheftrainer) neben Stephan Kuhnert (links, seit 1998 Torwart-Trainer) und Željko Buvač (Mitte, 2001 bis 2008 Co-Trainer)

An Fastnacht 2001 wurde eine der wichtigsten Entscheidungen der jüngeren Vereinsgeschichte getroffen. Wieder war der Verein in akuter Abstiegsgefahr und entließ am Rosenmontag den Trainer Eckhard Krautzun. Nachfolger wurde der gerade verletzte Abwehrspieler Jürgen Klopp, der zwar nicht den nötigen Trainerschein für Profifußball, aber ein abgeschlossenes Sportstudium hatte und bereits zu Zeiten Wolfgang Franks als Trainer als dessen verlängerter Arm auf dem Spielfeld galt. Unter Klopps Leitung gewannen die 05er sechs der ersten sieben Spiele und erreichten so erneut den Klassenverbleib.
Die folgenden drei Zweitliga-Spielzeiten bis 2004 brachten dem Klub unter dem jungen „Motivator Klopp“ Sympathien – und angesichts der später knapp verpassten Chancen auch „Mitgefühl“ – über die Stadtgrenzen hinweg ein. Die Mannschaft stellte in der Saison 2001/02 mehrere Startrekorde in der 2. Bundesliga auf, wurde Herbstmeister und rangierte noch vor dem letzten Spieltag zwei Punkte vor dem ersten Nicht-Aufstiegsplatz. Durch die 1:3-Niederlage beim 1. FC Union Berlin verpassten die Mainzer dennoch den Sprung in die Bundesliga. Mit 64 Punkten sind sie bis heute punktbester Zweitliga-Nichtaufsteiger seit Einführung der Drei-Punkte-Regel. Nur ein Jahr später scheiterte der 1. FSV Mainz 05 erneut unter äußerst unglücklichen Umständen. Zwar hatte die Mannschaft die Liga nicht mehr so dominiert wie im Vorjahr, dennoch stand sie nach einem 4:1 in Braunschweig Sekunden vor Saisonende auf einem Aufstiegsplatz. Erst als jene Partie schon abgepfiffen war, traf Alexander Schur, ein Freund von Jürgen Klopp aus gemeinsamen Zeiten bei Rot-Weiss Frankfurt, zum 6:3 für Eintracht Frankfurt gegen den SSV Reutlingen 05, worauf die Frankfurter aufgrund der um ein einziges Tor besseren Tordifferenz die Mainzer auf den vierten Rang verdrängten. Mit 20 Treffern wurde Andrij Woronin erster Zweitliga-Torschützenkönig von Mainz 05. Im dritten Anlauf standen die Mainzer fast nie in der Spitzengruppe der Liga, blieben durch eine Erfolgsserie in den letzten fünf Saisonspielen jedoch bis zum letzten Spieltag in Reichweite des dritten Platzes. Durch das 3:0 gegen Eintracht Trier am letzten Spieltag und die gleichzeitige 0:1-Niederlage des Konkurrenten Alemannia Aachen beim Karlsruher SC gelang nun „nachträglich“ der viel umjubelte Aufstieg in die höchste deutsche Spielklasse – erneut mit einem Rekord; 54 Punkte hatten für einen Erstligaaufstieg in der Geschichte der 2. Bundesliga noch nie gereicht.

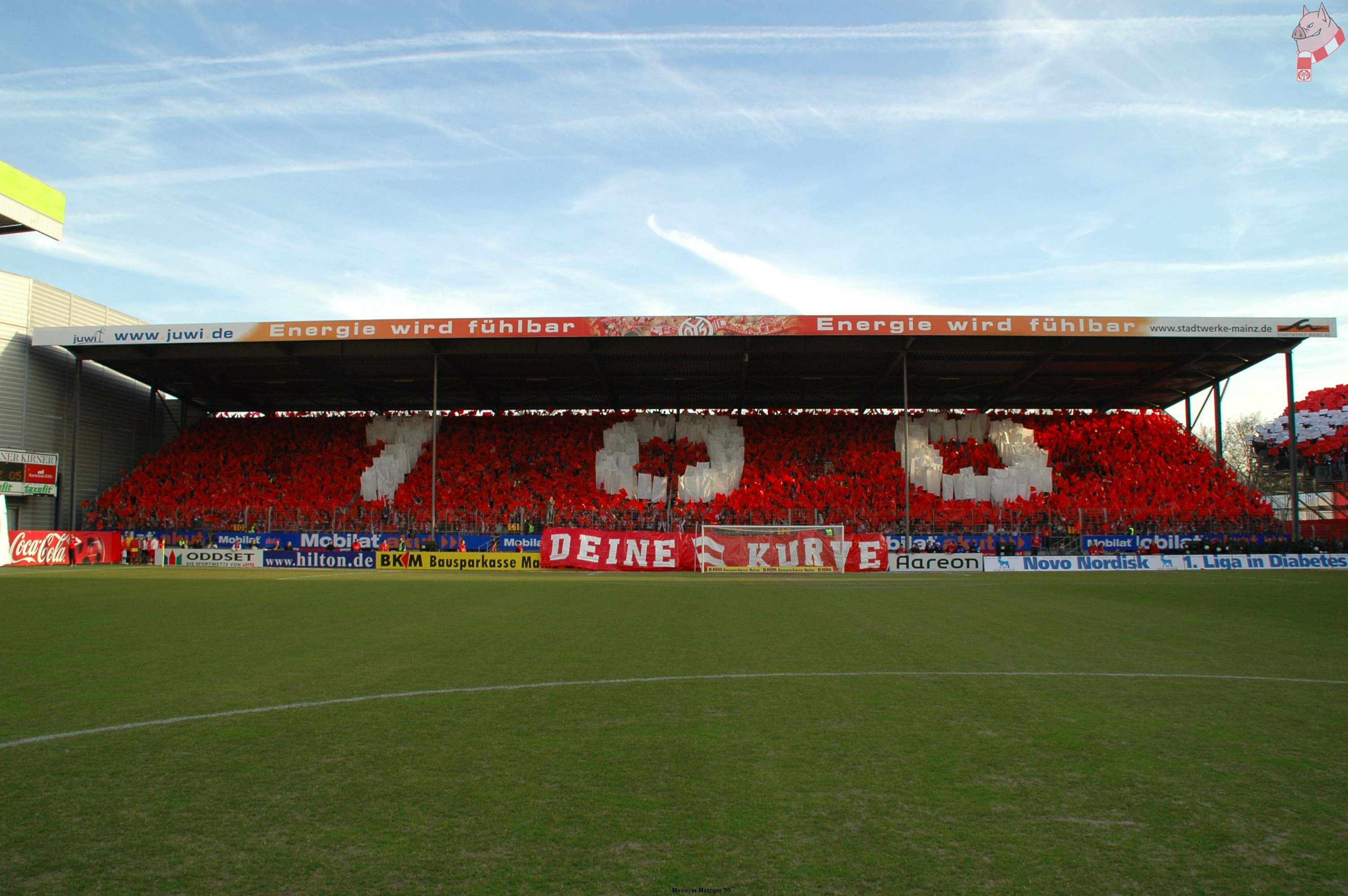
Ausschnitt aus der Choreografie zum 100. Vereinsjubiläum

Die in der Bundesliga unerfahrenen Mainzer galten in der Saison 2004/05 sofort als Abstiegskandidat, aber dem misslungenen Auftakt gegen den VfB Stuttgart (2:4) folgte umgehend eine Serie, die am zweiten Spieltag mit einem Sieg gegen den Hamburger SV (2:1 nach 0:1-Rückstand) und die sechs folgenden Partien anhielt; zu den „Besiegten“ zählten der Deutsche Meister Werder Bremen (2:1) sowie Champions-League-Teilnehmer Bayer 04 Leverkusen (2:0). Beim Auswärtsspiel beim VfL Wolfsburg (3:4-Niederlage nach 2:0-Führung) am 11. Spieltag standen die Mainzer sogar kurzzeitig an der Tabellenspitze, und am Ende landeten die Mainzer als bester der drei Aufsteiger auf dem 11. Tabellenplatz, nachdem der Klassenverbleib bereits am 32. Spieltag festgestanden hatte. Neben einem weiteren Jahr in der Bundesliga freute sich der Klub in der Saison 2005/06 über die erste Teilnahme an einem internationalen Wettbewerb. Als Gewinner der deutschen Fair-Play-Wertung wurde Mainz 05 im Sommer 2005 der dem DFB zugeloste Startplatz in der UEFA-Pokal-Qualifikation zugesprochen. Dort scheiterte die Mannschaft nach Siegen über die Pokalsieger Armeniens (FK MIKA Aschtarak; 4:0, 0:0) und Islands (ÍB Keflavík; 2:0, 2:0) in der ersten Hauptrunde des UEFA-Cups am späteren Sieger FC Sevilla. Nach einem überraschenden 0:0 in Sevilla entschieden die Spanier das Rückspiel, das ebenso wie die beiden Heimspiele in den Qualifikationsrunden in der Frankfurter Commerzbank-Arena ausgetragen wurde, mit 2:0. In der Liga schafften die 05er in der Saison 2005/06 trotz schwachem Start mit fünf Niederlagen zu Saisonbeginn bereits am vorletzten Spieltag den Klassenverbleib und wurden am Ende erneut Elfter. Das letzte Jahr in der ersten Bundesligaphase des Klubs verlief weniger harmonisch. Bereits in der Vorbereitung sorgten Differenzen mit dem Torjäger Michael Thurk, der die 05er im Streit in Richtung Eintracht Frankfurt verließ, für Unmut im Klub, der zudem einige Leistungsträger verlor. So war die Mannschaft nicht in der Lage, die Abgänge der Offensivspieler Michael Thurk, Benjamin Auer, Mohamed Zidan und Antônio da Silva zu verkraften und wurde bis ans Tabellenende durchgereicht. Hoffnung keimte auf, als die Bremer Leihgabe Leon Andreasen und der „Rückkehrer“ Zidan die Mannschaft sichtbar verstärkten – Zidan wurde mit 13 Toren in 15 Einsätzen bester Mainzer Torschütze der gesamten Saison – und Anschluss ans untere Tabellenmittelfeld herstellten. Im letzten Viertel der Saison fielen die 05er jedoch wieder auf die Abstiegsplätze zurück und stiegen am Ende der Spielzeit 2006/07 nach drei Jahren zum bislang einzigen Mal aus der Bundesliga ab.
Obwohl Mainz 05 in der Saison 2007/08 gleich 20-mal auf einem Aufstiegsplatz stand, verpasste die Mannschaft – erneut als Vierter – die sofortige Rückkehr ins „Oberhaus“. Jürgen Klopp verließ den Verein und nahm ein Angebot von Borussia Dortmund an. Zu seinem Abschied auf dem Gutenbergplatz kamen circa 15.000 Fans.
Elf der Ära  Kriterien
Dimo Wache – Robert Nikolic, Manuel Friedrich, Nikolče Noveski, Marco Rose – Fabian Gerber, Christof Babatz, Antônio da Silva – Michael Thurk, Benjamin Auer, Andrij Woronin. Trainer: Jürgen Klopp Co-Trainer: Željko Buvač

### 2008–2016: Zweiter Aufstieg in die Bundesliga
| Saison                                      | Platz (von) | Tore  | Punkte | Zuschauer- schnitt | BL-Kader |
| ------------------------------------------- | ----------- | ----- | ------ | ------------------ | -------- |
| 2008/09                                     | 02 (18)     | 62:37 | 0063   | 19.404             |          |
| 2009/10                                     | 09 (18)     | 36:42 | 0047   | 20.085             | BL-Kader |
| 2010/11                                     | 05 (18)     | 52:39 | 0058   | 20.182             | BL-Kader |
| 2011/12                                     | 13 (18)     | 47:51 | 0039   | 32.910             | BL-Kader |
| 2012/13                                     | 13 (18)     | 42:44 | 0042   | 31.152             | BL-Kader |
| 2013/14                                     | 07 (18)     | 52:54 | 0053   | 30.984             | BL-Kader |
| 2014/15                                     | 11 (18)     | 45:47 | 0040   | 31.008             | BL-Kader |
| 2015/16                                     | 06 (18)     | 46:42 | 0050   | 30.234             | BL-Kader |
| 2016/17                                     | 15 (18)     | 44:55 | 0037   | 29.096             | BL-Kader |
| 2017/18                                     | 14 (18)     | 38:52 | 0036   | 28.766             | BL-Kader |
| 2018/19                                     | 12 (18)     | 46:57 | 0043   | 26.246             | BL-Kader |
| 2019/20                                     | 13 (18)     | 44:65 | 0037   | 27.081             | BL-Kader |
| 2020/21                                     | 12 (18)     | 39:56 | 0039   | .00221             | BL-Kader |
| 2021/22                                     | 08 (18)     | 50:45 | 0046   | 17.978             | BL-Kader |
| 2022/23                                     | 09 (18)     | 54:55 | 0046   | 29.058             | BL-Kader |
| 2023/24                                     | 13 (18)     | 39:51 | 0035   | 30.731             | BL-Kader |
| 2024/25                                     | 06 (18)     | 55:43 | 0052   | 32.354             | BL-Kader |
| bis 2009: 2. Bundesliga ab 2009: Bundesliga |             |       |        |                    |          |

Zur Saison 2008/09 übernahm Jørn Andersen die Trainerstelle beim 1. FSV Mainz 05. Unter der Regie des Norwegers standen die 05er nur zweimal (am ersten und am vierten Spieltag) nicht auf einem der ersten drei Plätze. Nach dem Gewinn der Herbstmeisterschaft in der 2. Bundesliga gelang der Mannschaft trotz einer schwachen Heimbilanz (Platz 12 der Heimtabelle mit 27 Punkten) mit einem 2:0 beim direkten Konkurrenten und Angstgegner SpVgg Greuther Fürth am 33. Spieltag eine Vorentscheidung im Kampf um den Wiederaufstieg. Ausschlaggebend für die Rückkehr in die Bundesliga als Tabellenzweiter war die Auswärtsbilanz mit 36 Punkten und 30:15 Toren. Im DFB-Pokal erreichten die 05er durch Siege beim SV Babelsberg 03, gegen den 1. FC Köln, beim späteren Zweitligameister SC Freiburg und gegen den FC Schalke 04 erstmals das Halbfinale. Dort glich der burkinische Torjäger Aristide Bancé, der bereits in allen Pokalspielen bis auf das Erstrundenspiel getroffen hatte, im Auswärtsspiel bei Bayer 04 Leverkusen die Bayer-Führung aus; am Ende verloren die 05er in der Verlängerung mit 1:4.
In der ersten Pokalrunde 2009/10 verlor Mainz beim VfB Lübeck (1:2 n. V.).
Ungeachtet der Erfolge hatte Andersen bereits seit Mitte der Rückrunde 2008/09 in der Kritik gestanden und wenige Tage später trennten sich die 05er von ihrem Chefcoach nebst Co-Trainer Jürgen Kramny.
Neuer Trainer wurde Thomas Tuchel, der wenige Wochen vorher mit den A-Junioren der 05er die deutsche Meisterschaft gewonnen hatte. Trotz der geringen Vorbereitungszeit gelang ein guter Start in die Bundesligasaison 2009/10. Am dritten Spieltag besiegten die 05er den FC Bayern München mit 2:1, kompensierten schwache Ergebnisse in fremden Stadien mit guten Heimspielen und blieben auf eigenem Platz bis zum 26. Spieltag (1:2 gegen Werder Bremen) ungeschlagen. Bereits am 30. Spieltag stand der Klassenerhalt rechnerisch fest, und durch den folgenden 1:0-Sieg beim Hamburger SV übertrafen die 05er ihren bis dato gültigen Punkte-Vereinsrekord in der Bundesliga. Am vierten Spieltag der Saison 2010/11 schafften die Mainzer mit einem 2:0-Sieg bei Werder Bremen erstmals in der Vereinsgeschichte den Sprung an die Tabellenspitze der Bundesliga, die sie auch an den drei darauffolgenden Spieltagen verteidigen konnten. Mit dem siebten Sieg in Folge (4:2 gegen die TSG 1899 Hoffenheim) stellten die Mainzer am 2. Oktober 2010 die damaligen Bundesliga-Startrekorde von Bayern München (1995/96) und dem 1. FC Kaiserslautern (2001/02) ein. Zum gleichen Zeitpunkt wurde der Verein auch der erste „klimaneutrale Verein“ der Bundesliga.
Der 1. FSV Mainz 05 beendete die Saison 2010/11 mit gleich mehreren Rekorden: Mit dem fünften Tabellenplatz wurde die bisher beste Platzierung in der Bundesliga erreicht, ebenso mit der Gesamtzahl von 58 Punkten zu Saisonende. Dazu kommt die erstmalige sportliche Qualifikation für die Europa League. Gleichzeitig wurde am letzten Spieltag das letzte Spiel der ersten Mannschaft im Bruchwegstadion ausgetragen. Nach 72 Jahren als Spielstätte für Mainz 05 zog die erste Mannschaft vor Beginn der Saison 2011/12 in die Coface Arena um, während das Bruchwegstadion weiterhin für das Training und für die Heimspiele der Amateurmannschaften des Vereins genutzt wird.
Die Qualifikation zur Gruppenphase der Europa-League 2011/12 verpasste Mainz 05 durch eine Niederlage in der dritten Qualifikationsrunde nach Elfmeterschießen gegen Gaz Metan Medias. Mainz 05 ist die erste deutsche Mannschaft, die bereits in der Qualifikation der Europa League ausschied. Auch in der Bundesliga konnte die Mannschaft das Niveau der Spielzeit 2010/11 nicht halten und lag am Ende der beiden darauffolgenden Saisons jeweils auf dem 13. Platz. In der Saison 2013/14 gewann die Mannschaft die ersten drei Bundesligaspiele gegen den VfB Stuttgart (3:2), beim SC Freiburg (2:1) und gegen den VfL Wolfsburg (2:0). Nach einer kurzen Schwächephase, in der die Mannschaft in der zweiten Hauptrunde des DFB-Pokals zu Hause mit 0:1 gegen den 1. FC Köln ausschied, ging es durch einen 2:0-Heimsieg gegen Eintracht Braunschweig wieder bergauf. Am letzten Spieltag bezwang Mainz 05 zu Hause den Hamburger SV mit 3:2 und sicherte sich somit zu Saisonende den siebten Tabellenplatz, durch den man sich für die Teilnahme an der dritten Qualifikationsrunde der UEFA Europa League qualifizierte. Dies war möglich, da mit Borussia Dortmund und dem FC Bayern München zwei Mannschaften im Endspiel des DFB-Pokals standen, die sich bereits über die Fußball-Bundesliga für einen europäischen Wettbewerb qualifiziert hatten. Somit ging der Platz in der UEFA Europa League nicht an den Pokalsieger oder den Finalisten, sondern an den Siebtplatzierten der Bundesliga.
Nach der Saison trat Tuchel als Trainer zurück. Neuer Cheftrainer wurde Kasper Hjulmand. Seine ersten Pflichtspiele waren die Qualifikationsspiele für die Europa League gegen Asteras Tripolis. Mainz 05 scheiterte in dieser dritten Qualifikationsrunde nach einem 1:0-Heimsieg und einer 1:3-Auswärtsniederlage. Hjulmand wurde am 17. Februar 2015 beurlaubt und abgelöst vom Trainer der zweiten Mannschaft Martin Schmidt. Die Bundesligasaison wurde auf dem elften Tabellenplatz abgeschlossen. Die folgende Saison 2015/16 beendete Mainz 05 auf dem sechsten Tabellenplatz und qualifizierte sich für die Gruppenphase der Europa League. Am Ende der Saison wechselte Manager Christian Heidel zum FC Schalke 04. Sein Nachfolger wurde Rouven Schröder.

### Seit 2016: Reform der Vereinsstruktur, neuer Vorstand

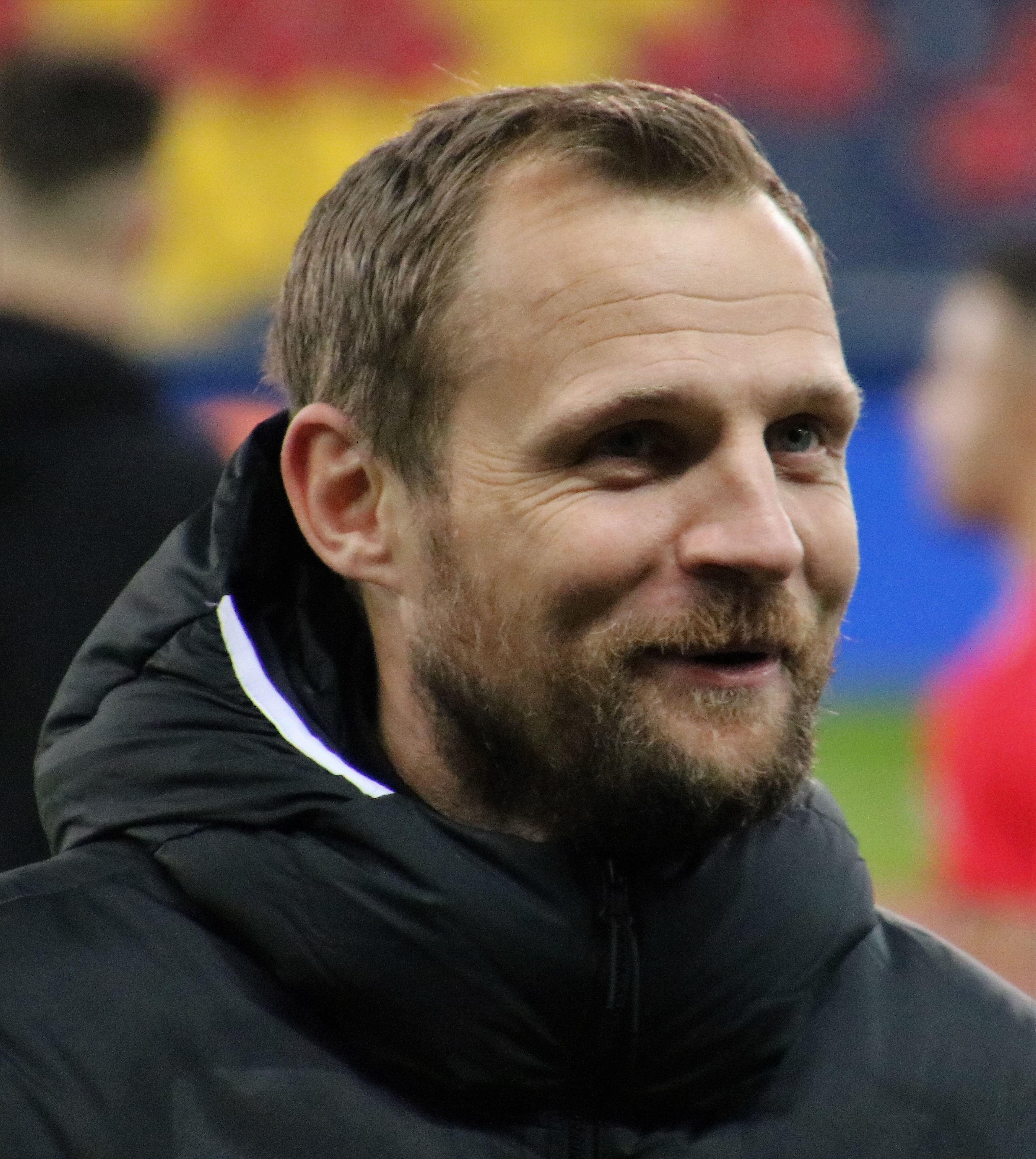
Bo Svensson, Trainer von Januar 2021 bis November 2023

Bei einer außerordentlichen Mitgliederversammlung am 13. November 2016 beschlossen die Vereinsmitglieder eine neue Struktur für den Verein. Eine Wahlkommission, ein Aufsichtsrat und eine Fanabteilung wurden geschaffen. Eine Fußballabteilung wurde nicht ausgegliedert. Der Vorstandsvorsitzende ersetzt nach neuer Satzung den Vereinspräsidenten. Am 25. Juni 2017 wurde der Unternehmer Johannes Kaluza zum Vorstandsvorsitzenden gewählt und löste nach fast 29 Jahren den nicht mehr zur Wahl angetretenen Harald Strutz als Vereinschef ab. Danach wurde erstmals ein achtköpfiger Aufsichtsrat gewählt. Dieser wurde ergänzt durch den gewählten Vertreter der neu gegründeten Fanabteilung des Vereins. Das insgesamt neunköpfige Gremium kontrolliert die Arbeit des neu besetzten Vorstands von Mainz 05. Nach heftiger Kritik an seiner Amtsführung trat Kaluza im Dezember 2017 als Vereins- und Vorstandsvorsitzender zurück. Sein Nachfolger wurde am 21. Januar 2018 Stefan Hofmann, ehemaliger Leiter des Nachwuchsleistungszentrums der Mainzer.
In der Gruppenphase der UEFA Europa League 2016/17 traf Mainz 05 auf die AS Saint-Étienne, den FK Qəbələ und auf den RSC Anderlecht und schied nach einer Niederlage, drei Unentschieden und zwei Siegen als Tabellendritter aus. In der Liga belegte der 1. FSV Mainz 05 den 15. Tabellenplatz. Nach Saisonende trennte man sich von Trainer Martin Schmidt. Nachfolger vor Beginn der Saison 2017/18 wurde Sandro Schwarz, bis dahin Trainer der Zweiten Mannschaft. In der ersten Saison unter Schwarz kämpfte der FSV lange gegen den Abstieg und hielt nach einer starken Phase zu Saisonende unter anderem mit Siegen gegen RB Leipzig und Borussia Dortmund die Klasse. Die Saison 2018/19 beendeten die 05er als Zwölfter. Nach einem schwachen Start in die Saison 2019/20 trennten sich die Wege von Mainz 05 und Schwarz am 10. November 2019. Neuer Cheftrainer wurde Achim Beierlorzer. Die Mannschaft beendete die wegen der Corona-Pandemie unterbrochene Saison schließlich auf dem 13. Platz, nachdem man nach Siegen gegen Borussia Dortmund am drittletzten und Werder Bremen am vorletzten Spieltag den Klassenerhalt gesichert hatte. Am 28. September 2020, nach dem zweiten Spieltag der Saison 2020/21, wurde Beierlorzer nach zwei Niederlagen und Unstimmigkeiten mit der Mannschaft von seinen Aufgaben entbunden. Die Cheftrainerposition übernahm Jan-Moritz Lichte, der seit 2017 als Co-Trainer fungiert hatte. Am 22. Dezember 2020 wurde der Vertrag des Sportvorstandes Rouven Schröder vorzeitig aufgelöst.
Am 28. Dezember 2020 kehrte Christian Heidel als Sportvorstand zu Mainz 05 zurück. Als Sportdirektor – eine neu geschaffene Stelle – wurde der ehemalige Trainer Martin Schmidt verpflichtet. Cheftrainer Lichte wurde freigestellt, unter seiner Führung war nur ein Sieg aus elf Ligaspielen gelungen. Jan Siewert betreute die Mannschaft am 14. Spieltag als Interimstrainer, der ehemaligen Mainzer Spieler und Jugendtrainer Bo Svensson nutzte seine Ausstiegsklausel beim FC Liefering und wurde vierter Cheftrainer in dieser Spielzeit. Zu diesem Zeitpunkt stand die Mannschaft mit sechs Punkten auf dem 17. Platz mit einem Rückstand von vier Punkten auf den Relegationsplatz. Unter Svensson schloss die Mannschaft die Hinrunde, die aufgrund des späten Saisonstarts Ende Januar 2021 endete, mit sieben Punkten – punktgleich mit dem FC Schalke 04 – weiterhin auf dem 17. Platz ab, mit acht Punkten Rückstand auf den Relegationsplatz, der erste Nicht-Abstiegsplatz war zehn Punkte entfernt. Lediglich Hertha BSC (6 Punkte 2009/10), der 1. FC Saarbrücken (5 Punkte 1963/64) sowie Tasmania Berlin (4 Punkte 1965/66) hatten nach dem 17. Spieltag weniger Punkte gesammelt; alle stiegen am Saisonende ab. In der Rückrunde hingegen holte die Mannschaft 32 Punkte, womit man in der Rückrundentabelle den 5. Platz belegte, und beendete die Saison als Tabellenzwölfter. Das Team unter Trainer Svensson hatte unter anderem den späteren Vizemeister RB Leipzig und Meister Bayern München besiegt, am vorletzten Spieltag rechnerisch den Klassenerhalt gesichert und insgesamt die beste Rückrunde der Vereinsgeschichte absolviert.
In der Saison 2021/22 geriet die Profimannschaft zu keinem Zeitpunkt in Abstiegsgefahr; der Klassenerhalt wurde rechnerisch bereits am 30. Spieltag gesichert. Insgesamt gewann das Team in Heimspielen 35 Punkte – nur Meister Bayern München und Vizemeister Borussia Dortmund waren hier erfolgreicher. Aus Auswärtsspielen holten die Mainzer hingegen nur 11 Punkte, der zweitschlechteste Wert der Liga. Am Saisonende stand Mainz 05 auf dem 8. Tabellenplatz. Am letzten Spieltag wurde unter anderem Abwehrspieler Daniel Brosinski verabschiedet, der nach acht Jahren und über 200 Bundesligaspielen den Verein verließ.
Am 2. November 2023 trat Bo Svensson von seinem Traineramt zurück. Mainz war zu diesem Zeitpunkt der Saison 2023/24 Tabellenletzter mit lediglich 3 Punkten aus 9 Spielen und saisonübergreifend 14 Spiele ohne Sieg. Nachfolger wurde Jan Siewert, Trainer der Mainzer U23, der bereits über den Jahreswechsel 2020/21 – direkt vor Svenssons Verpflichtung – für ein Spiel Interimstrainer der Mainzer Profimannschaft gewesen war. Nach weiter ausbleibenden Erfolgen wurde er Mitte Februar 2024 vom Dänen Bo Henriksen abgelöst. Unter Henriksen wurden nur noch zwei Ligaspiele verloren; die Mannschaft holte aus den verbliebenen 13 Partien 23 Punkte und hielt am Saisonende als Tabellendreizehnter die Klasse.

## Ligazugehörigkeit
- Bis 1914: diverse regionale Ligen
- 1914–1919: kein Spielbetrieb

Eintrittskarte des FSV Mainz 05 aus der Saison 1996/97

- 1919–1923: Kreisliga Rhein / Hessen / Wiesbaden (jeweils erstklassig)
- 1923–1925: Kreisliga Rhein/Nahe (zweitklassig)
- 1925–1933: Bezirksliga Hessen bzw. Rheinhessen-Saar (erstklassig)
- 1933/34: Gauliga Südwest (erstklassig)
- 1934–1944: diverse unterklassige Ligen
- 1944–1945: kein Spielbetrieb
- 1945–1963: Oberliga Südwest (erstklassig)
- 1963–1974: Regionalliga Südwest (zweitklassig)
- 1974–1976: 2. Bundesliga Süd (zweitklassig)
- 1976–1978: 1. Amateurliga Südwest (drittklassig)
- 1978–1988: Oberliga Südwest (drittklassig)
- 1988/89: 2. Bundesliga (zweitklassig)
- 1989/90: Oberliga Südwest (drittklassig)
- 1990–2004: 2. Bundesliga (zweitklassig)
- 2004–2007: Bundesliga (erstklassig)
- 2007–2009: 2. Bundesliga (zweitklassig)
- seit 2009: Bundesliga (erstklassig)

## Mainz 05 im DFB-Pokal
Große Erfolge im DFB-Pokal blieben den 05ern bislang verwehrt. 1964/65, 1999/2000, 2005/06 und 2017/18 erreichten sie jeweils das Viertelfinale. 1999 und 2006 schieden die 05er jeweils auswärts beim hochfavorisierten FC Bayern München aus, den sie beim zweiten Mal immerhin in die Verlängerung zwangen. In der Saison 2008/09 gelang durch einen 1:0-Sieg gegen den FC Schalke 04 erstmals der Einzug in das Halbfinale des Wettbewerbs.
Bei der zweiten Teilnahme unterlagen die Mainzer 1965 zuhause dem 1. FC Nürnberg 0:3, stellten aber immerhin einen bis heute gültigen Zuschauerrekord im Bruchwegstadion auf: 24.000 Zuschauer sahen teilweise auf kurzfristig errichteten Zusatztribünen das Spiel gegen die Franken. In den vorherigen Runden hatten sich die 05er gegen den späteren Deutschen Meister Werder Bremen (1:0 in Mainz) und den Titelverteidiger TSV 1860 München (2:2 n. V. in Mainz, 2:1 in München) durchgesetzt. Auf die nächste Teilnahme mussten die Mainzer acht Jahre warten. 1973 unterlagen sie ebenfalls den Nürnbergern 1:4.
Von 1973 an bis zum Aufstieg in die 2. Bundesliga, der für die Mainzer ab 1991 die Teilnahme am DFB-Pokal garantierte, spielten die 05er regelmäßig im Pokal mit, überstanden aber nie die zweite Runde. Die besten Ergebnisse des damaligen Drittligisten waren 1983 ein knappes 0:1 gegen den späteren Deutschen Meister VfB Stuttgart, im Jahr zuvor ein 3:6 n. V. gegen den Bundesligisten FC Schalke 04, gegen den die 05er einen 0:2-Rückstand ausgeglichen und bis in die 106. Minute noch 3:2 geführt hatten, und schließlich die Revanche gegen Schalke, ein 1:0 in der Saison 1986/87.
Die erste einigermaßen erfolgreiche Pokalsaison seit 1965 begann 1994 mit einem knappen Sieg bei den Amateuren von Werder Bremen. Anschließend setzten sich die 05er beim Bundesligisten MSV Duisburg 2:0 durch und lieferten im Achtelfinale nach 1:0-Führung und 2:5-Rückstand Borussia Mönchengladbach einen heißen Kampf: Christian Hock und „Schorsch“ Müller brachten den Zweitligisten innerhalb von 120 Sekunden auf 4:5 heran. Nach mehreren vergebenen Ausgleichschancen gelang Stefan Effenberg gegen die mit elf Mann stürmenden 05er erst in der Nachspielzeit das 6:4 für den späteren Pokalsieger.
Ähnlich spektakulär wie ihre Vorgänger in den 1960ern traten die 05er in der Saison 1999/00 auf. Nach einem Freilos in der ersten Runde und einem 2:1 gegen den VfL Halle 96 in der zweiten Runde besiegten die Mainzer erst den Bundesliga-Dritten Hamburger SV (2:0) und dann in Unterzahl den Champions-League-Teilnehmer Hertha BSC (2:1 n. V.) aus: Kurz nach der Berliner Führung wurde Jürgen Klopp mit Gelb-Rot des Feldes verwiesen, in der 99. Minute direkt nach seinem Tor zum 2:1 auch der brasilianische Stürmer Marcio Rodrigues. Dennoch brachten neun Mainzer die Führung gegen elf Berliner über die Zeit. Im Viertelfinale hatten die 05er bei Bayern München keine Chance. Immerhin waren die 8000 Mainzer unter den 11.200 Zuschauern, die im Olympiastadion zwei Tage vor Heiligabend bei Minusgraden das erste Pflichtspiel der Mainzer gegen den FC Bayern sahen, deutlich in der Überzahl.
Zwei Jahre später gelang den 05ern in der zweiten Runde ein Sieg gegen Angstgegner SpVgg Greuther Fürth (3:2), ehe sie dem 1. FC Kaiserslautern im Achtelfinale 2:3 unterlagen, dabei in Unterzahl mehrere Möglichkeiten hatten, ein 0:3 auszugleichen.
2005 schafften die 05er es zum dritten Mal ins Viertelfinale. Dabei setzten sie sich jeweils im Elfmeterschießen – jahrelang die große Schwäche der 05er – beim VfL Osnabrück und beim 1. FC Kaiserslautern durch. Dem Sieg in Kaiserslautern folgte ein wochenlanger Streit. Der FCK focht in zwei Instanzen beim DFB die Spielwertung an, da man der Ansicht war, dass der Schuss des FCK-Spielers Ferydoon Zandi im Elfmeterschießen, der von der Querlatte hinter die Torlinie gesprungen war, als Tor hätte gewertet werden müssen. Umstritten war, ob der Ball dies mit vollem Durchmesser getan hatte. Der Einspruch wurde zweimal abgewiesen, da es sich um eine Tatsachenentscheidung des Schiedsrichters handelte. Im Viertelfinale reisten die 05er erneut zum FC Bayern. Diesmal gingen sie früh in Führung und mussten erst in der Schlussphase den Ausgleich hinnehmen. In der Verlängerung glichen die Mainzer die Bayern-Führung aus, verloren aber dennoch 2:3.
2009 kamen die 05er nach einem 3:1-Auswärtssieg im Achtelfinale beim Ligakonkurrenten SC Freiburg zum vierten Mal ins Viertelfinale. Zuvor hatten sie den SV Babelsberg 03 und den 1. FC Köln besiegt. Am 3. März 2009 gewann Mainz zu Hause im Viertelfinale gegen Schalke 04 mit 1:0 und erreichte so erstmals in der Vereinsgeschichte das Halbfinale des Wettbewerbs. Im Halbfinale verlor man in Düsseldorf gegen Bayer Leverkusen mit 1:4 n. V. In der folgenden Saison schied man bereits in der ersten Runde durch ein 1:2 n. V. beim VfB Lübeck aus. In der Saison 2010/11 erreichten die 05er nach einem 2:1-Sieg beim Berliner AK 07 die zweite Runde (doppelter Torschütze war Lewis Holtby), schieden dort allerdings mit 1:2 gegen Alemannia Aachen aus. Ein Jahr später scheiterte die Mannschaft mit 0:2 im Achtelfinale am Viertligisten Holstein Kiel. Zuvor waren Oberligist SVN Zweibrücken mit 2:1 n. V. und Hannover 96 mit 1:0 n. V. besiegt worden.
In der Saison 2012/13 erreichte die Mannschaft nach Siegen gegen SV Roßbach/Verscheid, FC Erzgebirge Aue und einem 2:1 bei FC Schalke 04 das Viertelfinale, in dem sie in Mainz unglücklich nach einer 2:0-Führung in der Verlängerung mit 2:3 gegen den SC Freiburg ausschied. In der darauffolgenden Saison war nach einem 2:1-Erfolg bei SC Fortuna Köln in der zweiten Runde mit einem 0:1 gegen den 1. FC Köln Schluss. In der Spielzeit 2014/15 schieden die Mainzer in der ersten Runde aus. Gegen den Chemnitzer FC verlor man im Elfmeterschießen, nachdem es nach der Verlängerung 5:5 gestanden hatte. In der Saison 2015/16 konnte man sich in der ersten Runde bei Energie Cottbus mit 3:0 durchsetzen, schied allerdings in der zweiten Runde mit 1:2 nach Verlängerung gegen den TSV 1860 München aus. In der Saison 2016/17 schied man in der zweiten Runde bei der SpVgg Greuther Fürth aus. In der Saison 2017/18 stand Mainz 05 nach Siegen bei der Lüneburger SK Hansa, bei Holstein Kiel und einem Heimsieg gegen den VfB Stuttgart im Viertelfinale und schied nach einem 0:3 bei Eintracht Frankfurt aus. In der Saison 2018/19 schieden die Mainzer in der zweiten Runde beim FC Augsburg aus. In der Spielzeit 2019/20 kam das Aus bereits in der ersten Runde durch eine 0:2-Niederlage beim Drittligisten 1. FC Kaiserslautern. Nachdem sie in der Folgesaison 2020/21 die erste Runde gegen den Regionalligisten TSV Havelse noch überstanden hatten (5:1), scheiterten sie in der zweiten Hauptrunde am Zweitligisten VfL Bochum (2:5 n. E.), nachdem man nach 2:0-Führung noch 2:2 spielte und im Elfmeterschießen keinen Ball versenken konnte.

## Nationale und internationale Erfolge
Meisterschaften
- Hessenmeister und Teilnehmer an der süddeutschen Meisterschaftsendrunde: 1920, 1926, 1932, 1933.
- Südwestmeister und Teilnehmer an der Aufstiegsrunde zur Bundesliga: 1973
- Südwestmeister und Teilnehmer an der Aufstiegsrunde zur 2. Bundesliga: 1978, 1988, 1990
- Südwestmeister: 1981
- Deutscher Amateurmeister: 1982
- Deutscher A-Jugend-Meister: 2009, 2023

Aufstiege
- Aufstieg in die Bezirksliga (damals erstklassig): 1925
- Aufstieg in die 2. Bundesliga: 1988, 1990
- Aufstieg in die Bundesliga: 2004, 2009

Pokalwettbewerbe
- Südwestpokalsiege der 1. Mannschaft: 1980, 1982 und 1986
- Südwestpokalsiege der 2. Mannschaft: 2001, 2002, 2003, 2004, 2005
- Teilnahme UEFA-Pokal: 2005/06, 1. Runde
- Erreichen des DFB-Pokal-Halbfinales 2008/09
- Teilnahme UEFA Europa League: 2011/12, 3. Qualifikationsrunde
- Teilnahme UEFA Europa League: 2014/15, 3. Qualifikationsrunde
- Teilnahme UEFA Europa League: 2016/17, Gruppenphase
- Teilnahme UEFA Conference League: 2025/26, Play-Offs

Europapokalbilanz der 1. Mannschaft
| Saison  | Wettbewerb             | Runde                  | Gegner              | Gesamt          | Hin     | Rück          |
| ------- | ---------------------- | ---------------------- | ------------------- | --------------- | ------- | ------------- |
| 2005/06 | UEFA-Pokal             | 1. Qualifikationsrunde | MIKA Aschtarak      | 4:0             | 4:0 (H) | 0:0 (A)       |
| 2005/06 | UEFA-Pokal             | 2. Qualifikationsrunde | Keflavík ÍF         | 4:0             | 2:0 (A) | 2:0 (H)       |
| 2005/06 | UEFA-Pokal             | 1. Runde               | FC Sevilla          | 0:2             | 0:2 (H) | 0:0 (A)       |
| 2011/12 | UEFA Europa League     | 3. Qualifikationsrunde | Gaz Metan Mediaș    | 2:2 (3:4 i. E.) | 1:1 (H) | 1:1 n. V. (A) |
| 2014/15 | UEFA Europa League     | 3. Qualifikationsrunde | Asteras Tripolis    | 2:3             | 1:0 (H) | 1:3 (A)       |
| 2016/17 | UEFA Europa League     | Gruppenphase           | AS Saint-Étienne    | 1:1             | 1:1 (H) | 0:0 (A)       |
| 2016/17 | UEFA Europa League     | Gruppenphase           | FK Qəbələ           | 5:2             | 3:2 (A) | 2:0 (H)       |
| 2016/17 | UEFA Europa League     | Gruppenphase           | RSC Anderlecht      | 2:7             | 1:1 (H) | 1:6 (A)       |
| 2025/26 | UEFA Conference League | Play-offs              | Rosenborg Trondheim | -:-             | -:- (A) | -:- (H)       |

Gesamtbilanz: 16 Spiele, 6 Siege, 6 Unentschieden, 4 Niederlagen, 20:17 Tore (Tordifferenz +3)
Europapokalbilanz der U19
| Saison  | Wettbewerb        | Runde                      | Gegner          | Gesamt              | Hin                 | Rück                |
| ------- | ----------------- | -------------------------- | --------------- | ------------------- | ------------------- | ------------------- |
| 2023/24 | UEFA Youth League | 1. Runde Meisterschaftsweg | NK Maribor      | 3:1                 | 2:0 (A)             | 1:1 (H)             |
| 2023/24 | UEFA Youth League | 2. Runde Meisterschaftsweg | Dinamo Minsk    | 3:2                 | 1:1 (H)             | 2:1 (A)             |
| 2023/24 | UEFA Youth League | Play-off                   | FC Barcelona    | 2:2 (H) (6:5 i. E.) | 2:2 (H) (6:5 i. E.) | 2:2 (H) (6:5 i. E.) |
| 2023/24 | UEFA Youth League | Achtelfinale               | Manchester City | 2:1 (H)             | 2:1 (H)             | 2:1 (H)             |
| 2023/24 | UEFA Youth League | Viertelfinale              | FC Porto        | 1:4 (H)             | 1:4 (H)             | 1:4 (H)             |

Legende: (H) – Heimspiel, (A) – Auswärtsspiel, (N) – neutraler Platz, (a) – Auswärtstorregel, (i. E.) – im Elfmeterschießen, (n. V.) – nach Verlängerung
Gesamtbilanz: 7 Spiele, 4 Siege, 2 Unentschieden, 1 Niederlage, 11:10 Tore (Tordifferenz +1)

## Erste Mannschaft

### Kader 2025/26
- Stand: 7. August 2025[77]

Kapitän der Mannschaft ist Silvan Widmer. Seine Stellvertreter sind Nadiem Amiri und Robin Zentner.
| Nr.        | Nat.               | Name                 | Geburtstag        | Im Verein seit | Vertrag bis |
| Tor        |                    |                      |                   |                |             |
| 01         | Deutschland        | Lasse Rieß           | 27. Juli 2001     | 2012           | 2027        |
| 27         | Deutschland        | Robin Zentner        | 28. Oktober 1994  | 2006           | 2028        |
| 33         | Deutschland        | Daniel Batz          | 12. Januar 1991   | 2023           | 2026        |
| Abwehr     |                    |                      |                   |                |             |
| 02         | Osterreich         | Phillipp Mwene       | 29. Januar 1994   | 2023           | 2026        |
| 05         | Deutschland        | Maxim Leitsch        | 18. Mai 1998      | 2022           | 2026        |
| 16         | Deutschland        | Stefan Bell          | 24. August 1991   | 2007           | 2026        |
| 18         | Australien         | Kasey Bos            | 8. Mai 2004       | 2025           | 2029        |
| 19         | Frankreich         | Anthony Caci         | 1. Juli 1997      | 2022           | 2026        |
| 21         | Deutschland        | Danny da Costa       | 13. Juli 1993     | 2022           | 2026        |
| 23         | Osterreich         | Konstantin Schopp    | 30. Dezember 2005 | 2025           | 2029        |
| 25         | Norwegen           | Andreas Hanche-Olsen | 17. Januar 1997   | 2023           | 2028        |
| 30         | Schweiz            | Silvan Widmer        | 5. März 1993      | 2021           | 2026        |
| 31         | Deutschland        | Dominik Kohr         | 31. Januar 1994   | 2021           | 2028        |
| 47         | Deutschland        | Maxim Dal            | 26. Januar 2006   | 2015           | 2027        |
| Mittelfeld |                    |                      |                   |                |             |
| 06         | Japan              | Kaishū Sano          | 30. Dezember 2000 | 2024           | 2028        |
| 07         | Korea Sud          | Jae-sung Lee         | 10. August 1992   | 2021           | 2026        |
| 08         | Deutschland        | Paul Nebel           | 10. Oktober 2002  | 2016           | 2027        |
| 09         | Frankreich         | Arnaud Nordin        | 17. Juni 1998     | 2025           | 2028        |
| 10         | Deutschland        | Nadiem Amiri         | 27. Oktober 1996  | 2024           | 2028        |
| 15         | Vereinigte Staaten | Lennard Maloney      | 8. Oktober 1999   | 2025           | 2028        |
| 22         | Osterreich         | Nikolas Veratschnig  | 24. Januar 2003   | 2024           | 2028        |
| 24         | Japan              | Sōta Kawasaki        | 30. Juli 2001     | 2025           | 2026        |
| 42         | Deutschland        | Daniel Gleiber       | 1. Februar 2005   | 2020           | 2028        |
| Angriff    |                    |                      |                   |                |             |
| 11         | Deutschland        | Armindo Sieb         | 17. Februar 2003  | 2024           | 2026        |
| 17         | Deutschland        | Benedict Hollerbach  | 17. Mai 2001      | 2025           | 2029        |
| 37         | Deutschland        | Ben Bobzien          | 29. April 2003    | 2015           | 2027        |
| 44         | Deutschland        | Nelson Weiper        | 17. März 2005     | 2012           | 2026        |

- unter Vertrag, aber nicht im Kader: Niklas Tauer

| Verliehene Spieler | Verliehene Spieler | Verliehene Spieler |
| Spieler            | Verein             | Bis                |
| ------------------ | ------------------ | ------------------ |
| Tom Krauß          | 1. FC Köln         | 30. Juni 2026      |
| Hyun-seok Hong     | FC Nantes          | 30. Juni 2026      |
| Marco Richter      | SV Darmstadt 98    | 30. Juni 2026      |

### Transfers der Saison 2025/26
- Stand: 31. Juli 2025

| Zugänge          | Zugänge             | Zugänge                           |
| Zeitpunkt        | Spieler             | abgebender Verein                 |
| ---------------- | ------------------- | --------------------------------- |
| Sommerpause 2025 | Ben Bobzien         | SK Austria Klagenfurt (Leihende)  |
| Sommerpause 2025 | Kasey Bos           | Melbourne Victory                 |
| Sommerpause 2025 | Benedict Hollerbach | 1. FC Union Berlin                |
| Sommerpause 2025 | Sōta Kawasaki       | Kyōto Sanga (Leihe)               |
| Sommerpause 2025 | Konstantin Schopp   | SK Sturm Graz                     |
| Sommerpause 2025 | Niklas Tauer        | Eintracht Braunschweig (Leihende) |

| Abgänge          | Abgänge             | Abgänge                      |
| Zeitpunkt        | Spieler             | aufnehmender Verein          |
| ---------------- | ------------------- | ---------------------------- |
| Sommerpause 2025 | Ludovic Ajorque     | Stade Brest *                |
| Sommerpause 2025 | Jonathan Burkardt   | Eintracht Frankfurt          |
| Sommerpause 2025 | Edimilson Fernandes | BSC Young Boys *             |
| Sommerpause 2025 | Hyun-seok Hong      | FC Nantes (Leihe)            |
| Sommerpause 2025 | Moritz Jenz         | VfL Wolfsburg (Leihende)     |
| Sommerpause 2025 | Tom Krauß           | 1. FC Köln (Leihe) ***       |
| Sommerpause 2025 | Marco Richter       | SV Darmstadt 98 (Leihe) **** |

### Trainerstab
| Name                | Funktion        |
| Bo Henriksen        | Cheftrainer     |
| Michael Silberbauer | Co-Trainer      |
| Mikkel Jespersen    | Co-Trainer      |
| Sören Hartung       | Co-Trainer      |
| Stephan Kuhnert     | Torwart-Trainer |
| Sven Herzog         | Athletiktrainer |
| Axel Busenkell      | Athletiktrainer |
| Jonas Grünewald     | Athletiktrainer |
| Tijan Njie          | Videoanalyst    |
| Jannes Ehresmann    | Videoanalyst    |

Stand: 25. Juli 2024

### Nationalspieler
Bislang sieben Spieler des 1. FSV Mainz 05 trugen während ihrer Zeit beim FSV auch das Trikot der deutschen A-Nationalmannschaft: Manuel Friedrich, André Schürrle, Lewis Holtby, Nicolai Müller, Anton Stach, Jonathan Burkardt und Nadiem Amiri.
Ehemalige deutsche Nationalspieler im 05-Trikot waren Kurt Diemer, Karl Scherm, Helmut Schneider, Erich Bäumler, Hanno Balitsch, Malik Fathi, Philipp Wollscheid und René Adler. Die bei den Mainzer Junioren ausgebildeten Franco Foda und Roman Neustädter spielten je zweimal für die DFB-Elf, Erik Durm siebenmal, Suat Serdar viermal und Ridle Baku viermal. Ehemalige deutsche Nationalspieler als 05-Trainer waren Helmut Schneider, Hans Geiger und Lothar Emmerich.
Aus dem aktuellen Kader spielen Jonathan Burkhardt und Nadiem Amiri für die A-Nationalmannschaft.
In der U21 spielen derzeit Nelson Weiper, Paul Nebel und Armindo Sieb.
Ausländische Nationalspieler im Kader der Mainzer sind (Stand: 3. Februar 2025): Jae-sung Lee (Südkorea), Silvan Widmer (Schweiz), Andreas Hanche-Olsen (Norwegen), Phillipp Mwene (Österreich), Kaishū Sano (Japan), Hyun-seok Hong (Südkorea), Lennard Maloney (USA) und Arnaud Nordin (Frankreich).
Vorher hatten bereits die Nationalspieler Torben Nielsen (Dänemark), Petar Kurdow (Bulgarien), Nenad Šalov (Jugoslawien), Vlado Kasalo (Kroatien), Bruno Akrapović (Bosnien-Herzegowina), Marek Lemsalu (Estland), Abderrahim Ouakili (Marokko), Spasoje Bulajič (Slowenien), Emil Kostadinow (Bulgarien), Sirous Dinmohammadi (Iran), Helgi Kolviðsson (Island), Igoris Morinas (Litauen), Samuel Ipoua (Kamerun), Blaise Nkufo (Schweiz), Tamás Bódog (Ungarn), Conor Casey (USA), Andrij Woronin (Ukraine), Bakary Diakité (Mali), Cha Du-ri (Südkorea), Otto Addo (Ghana), Imre Szabics (Ungarn), Leon Andreasen (Dänemark), Isaac Boakye (Ghana), Delron Buckley (Südafrika), Milorad Peković (Montenegro), Peter Van der Heyden (Belgien), Chadli Amri (Algerien), Jahmir Hyka (Albanien), Félix Borja (Ecuador), Aristide Bancé (Burkina Faso), Haruna Babangida (Nigeria), Dragan Bogavac (Montenegro), Jan Šimák (Tschechien), Miroslav Karhan (Slowakei), Christian Fuchs (Österreich), Marius Niculae (Rumänien), Mohamed Zidan (Ägypten), Sami Allagui (Tunesien), Eugen Polanski (Polen), Ivan Klasnić (Kroatien), Radoslav Zabavník (Slowakei), Andreas Ivanschitz (Österreich), Ádám Szalai (Ungarn), Anthony Ujah (Nigeria), Nikita Rukavytsya (Australien), Dario Krešić (Kroatien), Zdeněk Pospěch (Tschechien), Bo Svensson (Dänemark), Eric Maxim Choupo-Moting (Kamerun), Niki Zimling (Dänemark), Filip Đuričić (Serbien), Nicolás Castillo (Chile), Nikolče Noveski (Mazedonien), Júnior Díaz (Costa Rica), Shinji Okazaki (Japan), Stefanos Kapino (Griechenland), Park Joo-ho (Südkorea), Koo Ja-cheol (Südkorea), Gonzalo Jara (Chile), Henrique Sereno (Portugal), Todor Nedelew (Bulgarien), Julian Baumgartlinger (Österreich), Elkin Soto (Kolumbien), Pierre Bengtsson (Schweden), Yunus Malli (Türkei), Jonas Lössl (Dänemark), Bojan Krkić (Spanien), Fabian Frei (Schweiz), Viktor Fischer (Dänemark), Kenan Kodro (Bosnien), Leon Balogun (Nigeria), Nigel de Jong (Niederlande), Yoshinori Mutō (Japan), Jean-Philippe Gbamin (Elfenbeinküste), Alexandru Maxim (Rumänien), Jeffrey Bruma (Niederlande), Ji Dong-won (Südkorea), Pierre Kunde (Kamerun), Robin Quaison (Schweden), Jean-Paul Boëtius (Niederlande), Marcus Ingvartsen (Dänemark), Anwar El Ghazi (Niederlande), Leandro Barreiro (Luxemburg), Josuha Guilavogui (Frankreich), Edimilson Fernandes (Schweiz), Karim Onisiwo (Österreich) und Aymen Barkok (Marokko) für die 05er gespielt.

### Trainerhistorie
- Tibor Hesser (1926–1927)
- Atwood (1928–1929)
- Julius Etz (1929–1930)
- Paul Oßwald (1933–1934)
- Clemens Weilbächer (1936–1937)
- Helmut Schneider (1946–1948)
- Albert Heitz (1948–1950)
- Berno Wischmann (1950–10/1950)
- Hans Geiger (10/1950–1952)
- Georg Bayerer (1952–1953)
- Emil Izsó (1953–12/1954)
- Gerd Higi (01/1955–1957)
- Josef Kretschmann (1957–1959)
- Heinz Baas (1959–1966)
- Horst Zaro (1966–11/1966)
- Walter Sonnenberger (12/1966–1967)
- Erich Bäumler (1967–1968)
- Karl-Heinz Wettig (1968–1969)
- Erich Gehbauer (1969–1971)
- Bernd Hoss (1971–1974)
- Uwe Klimaschefski (1974–09/1974)
- Gerd Menne (10/1974–12/1975)
- Horst Hülß (01/1976–1980)
- Herbert Dörenberg (1980–03/1983)
- Lothar Emmerich (03/1983–1984)
- Horst-Dieter Strich (1984–1988)
- Horst Hülß (1988–02/1989)
- Robert Jung (02/1989–1992)
- Josip Kuže (1992–10/1994)
- Hermann Hummels (10/1994–04/1995)
- Horst Franz (04/1995–09/1995)
- Wolfgang Frank (09/1995–03/1997)
- Reinhard Saftig (03/1997–08/1997)
- Didi Constantini (09/1997–04/1998)
- Wolfgang Frank (04/1998–04/2000)
- Dirk Karkuth (04/2000–06/2000)
- René Vandereycken (06/2000–11/2000)
- Eckhard Krautzun (11/2000–02/2001)
- Jürgen Klopp (02/2001–06/2008)
- Jørn Andersen (07/2008–08/2009)
- Thomas Tuchel (08/2009–05/2014)
- Kasper Hjulmand (07/2014–02/2015)
- Martin Schmidt (02/2015–05/2017)
- Sandro Schwarz (05/2017–11/2019)
- Achim Beierlorzer (11/2019–09/2020)
- Jan-Moritz Lichte (09/2020–12/2020)
- Jan Siewert (12/2020–01/2021)
- Bo Svensson (01/2021–11/2023)
- Jan Siewert (11/2023–02/2024)
- Bo Henriksen (02/2024– )

### Ehrenspielführer
1. Konrad Weil: Ehrenmitglied, langjähriges Vorstandsmitglied, Vorsitzender des Sport- und Spielausschusses, „Wiederbegründer“ des 1. FSV Mainz 05 im Jahre 1945
2. Gerd Higi: Kapitän und Verteidiger in den 50er Jahren, später Trainer und Vorstandsmitglied
3. Dimo Wache: langjähriger Kapitän und Torwart
4. Nikolče Noveski: langjähriger Kapitän und Innenverteidiger

### Schützen des „Tor des Monats“
Insgesamt wurden sechs Tore, die von Spielern des 1. FSV Mainz 05 erzielt wurden, als Tor des Monats ausgezeichnet.
- 1982 Ludwig Scherhag, am 1. Oktober 1982 beim Spiel gegen den FSV Salmrohr in der Oberliga Südwest mit einem Volleyschuss.
- 1989 Torhüter Stephan Kuhnert, am 29. Oktober 1989 beim Spiel gegen Borussia Neunkirchen in der Oberliga Südwest mit einem Abschlag.
- 1994 Thomas Ziemer, am 27. November 1994 beim Spiel gegen Fortuna Köln in der 2. Bundesliga mit einem Seitfallzieher.
- 2001 Michael Thurk, am 1. November 2001 beim Spiel gegen den 1. FC Saarbrücken in der 2. Bundesliga mit einem Volleyschuss.
- 2010 Aristide Bancé, am 13. Februar 2010 beim Spiel gegen Hertha BSC in der Bundesliga mit einem Volleyschuss.
- 2010 Sami Allagui, am 25. September 2010 beim Spiel gegen den FC Bayern München in der Bundesliga mit der Hacke.

## Weitere Mannschaften

### Zweite Mannschaft

#### Geschichte
In der Geschichte des 1. FSV Mainz 05 gab es zwei Zweite Mannschaften.
Die erste dieser beiden Abteilungen stieg 1956 aus der rheinhessischen A-Klasse, Gruppe Nord, in die II. Amateurliga Rheinhessen (damals die vierthöchste Spielklasse) auf. Ein Jahr darauf gelang der erneute Aufstieg in die I. Amateurliga. Der Höhenflug hielt nicht lange an – zwei Jahre nach dem zweiten Aufstieg spielte die Mannschaft wieder in der A-Klasse, ab 1964 sogar in der B-Klasse, der fünfthöchsten Liga. Einige Jahre später wurde die Mannschaft aufgelöst.
Wieder ins Leben gerufen wurde der 1. FSV Mainz 05 (A) vom späteren Manager Christian Heidel. Die Mannschaft startete 1992 in der untersten Liga. Nach vier Meisterschaften in Folge (die erste ohne Punktverlust) erreichten die Amateure 1997 die Verbandsliga Südwest. Nach dem dritten Platz 1998 stiegen sie 1999 sogar in die Oberliga Südwest auf.
Auch hier gehörten die Mainzer zu den Spitzenmannschaften. Nach dem vierten, siebten und zweiten Platz stiegen sie im vierten Jahr (2003) in die Regionalliga auf, in der sie im ersten Jahr den Ligaverbleib schafften. Durch den Aufstieg der Profimannschaft hatte der 1. FSV Mainz 05 in der Jubiläumssaison 2004/05 erstmals alle Mannschaften von den Profis bis in die unteren Jugendmannschaften in der höchsten möglichen Liga, musste aber am Saisonende den Abstieg der Amateure und der A-Junioren hinnehmen.
Der von Winter 2004/05 bis April 2010 von Ex-Profi Peter Neustädter trainierte und in der Saison 2007/08 in die Regionalliga West aufgestiegene 1. FSV Mainz 05 II wurde zudem von 2001 bis 2005 fünfmal in Folge SWFV-Pokalsieger. In den daraus resultierenden DFB-Pokalspielen erreichte die zweite Mannschaft zweimal das Elfmeterschießen (2001 2:4 gegen Borussia Mönchengladbach, 2003 3:4 gegen den Karlsruher SC), kam aber nie in die zweite Runde.
Im Sommer 2010 wurde die Mannschaft ins Mainzer Juniorenleistungszentrum eingegliedert. Die Saison 2013/14 beendeten die Mainzer als Dritter hinter dem SC Freiburg II und der SG Sonnenhof Großaspach. Da der SC Freiburg seine zweite Mannschaft zurückzog, durfte die Reserve des 1. FSV Mainz 05 an den Aufstiegsspielen teilnehmen und traf auf die TSG Neustrelitz. Die Spiele wurden mit 2:0 und 3:1 gewonnen. Somit spielte der 1. FSV Mainz 05 II ab der Saison 2014/15 in der 3. Liga. In der Saison 2016/17 stieg die Mannschaft wieder in die Regionalliga ab.

#### Erfolge
- Südwestmeisterschaft und Aufstieg in die Regionalliga: 2003
- Südwestpokalsieg: 2001, 2002, 2003, 2004 und 2005
- Aufstieg in die Regionalliga West: 2008
- Aufstieg in die 3. Liga: 2014

### Frauenfußball
Um den Frauenfußball bei Mainz 05 zu etablieren, zu fördern und zu professionalisieren, wurde Anfang April 2022 eine Kooperation mit dem TSV Schott Mainz vereinbart. Seit der Saison 2022/23 unterstützte der FSV die seit 2009 bestehende Frauen- und Mädchenfußballsparte des TSV bei der Organisation, der Trainerausbildung und der Saisonplanung. Ab Sommer 2023 nahmen diese Mannschaften als Teams von Mainz 05 am Spielbetrieb in der Regionalliga teil.
In der Premierensaison wurde man Meister, scheiterte aber in den Aufstiegsplayoffs gegen den VfL Bochum. In derselben Saison gewann man den Verbandspokal Südwest. In der darauffolgenden Saison 2024/25 wurde man wieder Meister und stieg in die 2. Frauen-Bundesliga auf.

### Nachwuchsleistungszentrum
Vor den Erfolgen in den 2000ern war der Höhepunkt des Mainzer Jugendfußballs die Zeit von 1976 bis 1978. Nicht nur wurden die A-, B- und C-Jugend-Mannschaften regelmäßig Südwestmeister, A-Jugend und B-Jugend standen auch im Halbfinale um die deutsche Meisterschaft. Dabei schied die A-Jugend 1977 gegen den MSV Duisburg nach einem 4:1-Sieg im Hinspiel und einem 0:4 im Wedaustadion vor 22.000 Zuschauern 0:4 aus, die B-Jugend wurde 1977 und 1978 jeweils Dritter der deutschen B-Jugendmeisterschaft, musste sich in den Halbfinalspielen aber jeweils Schalke 04 mit 2:5 bzw. 1:2 geschlagen geben. In den Spielen um den dritten Platz konnte man sich gegen Hertha BSC und Eintracht Frankfurt durchsetzen. Trainer der A-Jugend war damals Heinz Hinkel, der 1979 als Jugendkoordinator zum 1. FC Kaiserslautern wechselte und viele gute Spieler mit nach Kaiserslautern nahm. Trainer der B-Jugend war Udo Hertlein. Spiele in der Südwestliga fanden in der Regel vor 1000 und mehr Zuschauern auf dem Hartplatz hinter dem Stadion statt.
Auf Bundesebene erhält das Nachwuchsleistungszentrum des 1. FSV Mainz 05 regelmäßig Bestnoten in der Zertifizierung durch den DFB und zählt inzwischen zu den besten Jugendabteilungen im deutschen Fußball. Die größten Erfolge der Abteilung sind sportlich die deutsche U19-Meisterschaft 2009 und 2023 sowie das Erreichen des Viertelfinales in der UEFA Youth League, personell die Ausbildung der A-Nationalspieler André Schürrle, Manuel Friedrich, Franco Foda und Roman Neustädter.
2003 war die U-19-Mannschaft Gründungsmitglied der A-Junioren-Bundesliga, aus der sie nach zwei Jahren abstieg. 2006 wurde Mainz 05 Meister der U19-Regionalliga Südwest und stieg im Play-off gegen den Hessenmeister Kickers Offenbach (5:0, 2:1) wieder in die Bundesliga auf, wo die Mannschaft 2006/07 der Spitzengruppe angehörte und erst am letzten Spieltag die Qualifikation zur deutschen A-Jugend-Meisterschaft verpasste. 2008/09 wurde die Mannschaft unter Trainer Thomas Tuchel Vizemeister der Bundesliga Süd/Südwest (hinter dem SC Freiburg), wodurch sie sich für die Endrunde um die deutsche Meisterschaft qualifizierte und nach Erfolgen gegen Werder Bremen und Borussia Dortmund erstmals Meister wurde.
Die B-Junioren wurden unter den Trainern Willi Löhr und Stefan Hofmann 2004 und 2005 Südwestmeister vor dem 1. FC Kaiserslautern. Im Viertelfinale der deutschen Jugendmeisterschaft schieden die Mainzer 2004 gegen den späteren Meister VfB Stuttgart (u. a. mit dem späteren Weltmeister Sami Khedira) durch zwei Niederlagen aus. 2005 erreichte die Mainzer A-Jugend gegen Borussia Dortmund (u. a. mit Nuri Şahin) trotz einer 0:3-Hinspielniederlage im Rückspiel das Elfmeterschießen, unterlag hier aber mit 7:8. Zur Spielzeit 2007/08 qualifizierten sich die Mainzer sich für die neu gegründete B-Junioren-Bundesliga, aus der sie im zweiten Jahr wieder abstiegen.
Die Bundesligaspieler Suat Serdar, Bote „Ridle“ Baku, Florian Müller, Alexander Hack, Jannik Huth, Robin Zentner, Damian Roßbach, Petar Slišković, Christian Mathenia, Aaron Seydel, Devante Parker André Schürrle, Shawn Parker, Stefan Bell, Benedikt Saller, Jan Kirchhoff, Erik Durm, Mimoun Azaouagh, Axel Brummer, Christian Demirtas, Franco Foda, Manuel Friedrich, Fabrizio Hayer, Markus Kreuz, Damir Vrančić, Mario Vrančić, Neven Subotić und Roman Neustädter wurden bei den 05-Junioren ausgebildet.
Das Nachwuchsleistungszentrum nutzt wie die zweite Herrenmannschaft das Bruchwegstadion als Spielstätte. Dort finden sich auch die Trainingsplätze und Funktionsräume des Nachwuchsleistungszentrum.

## 05er-KidsClub
Seit Juni 2006 führt der 1. FSV Mainz 05 das bundesweit einzigartige soziale Projekt „05er-KidsClub – Lernen und Erleben wie die Profis“ durch. Es handelt sich um eine Plattform für Kinder und Jugendliche unabhängig von sozialer Herkunft oder sportlichen Talenten, bei der soziale Werte altersgerecht und erlebnispädagogisch vermittelt werden. Die Schirmherrschaft hat die Kinderbuchautorin Ulla Klopp übernommen.

## Organisation

### Struktur
Als einer von wenigen deutschen Profifußballvereinen ist der 1. FSV Mainz 05 heute noch ein reiner eingetragener Verein.

### Vorstand
Vereinspräsident war von 1988 bis 2017 Harald Strutz. Seine Vizepräsidenten waren Peter Arens, Jürgen Doetz und Karl-Heinz Elsäßer. Am 25. Juni 2017 wurde Johannes Kaluza zu seinem Nachfolger gewählt. Er trat am 6. Dezember 2017 zurück.
Der Vorstand besteht aus bis zu vier Mitgliedern. Der Vorsitzende wird für die Dauer von drei Jahren von der Mitgliederversammlung gewählt, die bis zu drei weiteren Vorstandsmitglieder werden vom Aufsichtsrat bestimmt. Am 21. Januar 2018 wurde auf einer außerordentlichen Mitgliederversammlung Stefan Hofmann, der ehemalige sportliche Leiter des Nachwuchsleistungszentrums, zum Vorsitzenden gewählt. kaufmännischer Vorstand war Jan Lehmann, Sportvorstand für Strategie, Sport und Kommunikation ist der ehemalige Manager Christian Heidel. Im August 2022 wurde Lehmann vom Aufsichtsrat abberufen. Im April 2023 wurde Jochen Röttgermann ab Juni des Jahres zum Vorstand für Marketing und Vertrieb bestellt.
Der Vorstand wird von den Direktionen unterstützt. Diese werden von Michael Kammerer (Direktor Organisation), Tobias Sparwasser (Direktor Kommunikation & Medien), Christopher Blümlein (Direktor Finanzen & Personal), Christoph Reisenauer (Direktor Marketing & Vertrieb) und Bernd Legien (Direktor Scouting & Analyse) geleitet.

### Sponsoren

#### Trikotsponsoren und Ausrüster seit 1986
Die folgende Tabelle gibt einen Überblick aller Trikotsponsoren des Vereins seit 1986. Der Zeitraum gibt jeweils die vollständige Saison an.
| Zeitraum  | Sponsor               | Branche                  |
| --------- | --------------------- | ------------------------ |
| 1986–1988 | Warsteiner            | Brauerei                 |
| 1988–1990 | Abtei                 | Vitaminpräparate         |
| 1990–1992 | Sat.1                 | TV-Sender                |
| 1992–1996 | Mainzer Rhein-Zeitung | Tageszeitung             |
| 1996–1997 | XXS                   | Diätprodukte             |
| 1997–2001 | Erdal                 | Schuhpflegeprodukte      |
| 2001–2004 | Amadeus FiRe          | Personaldienstleistungen |
| 2004–2009 | DBV-Winterthur        | Versicherungen           |
| 2009–2015 | Entega                | Energieversorgung        |
| seit 2015 | Profine/Kömmerling    | Kunststoffverarbeitung   |

#### Ausrüster
Während dieser Zeit wurde die Mannschaft von folgenden Bekleidungsfirmen ausgerüstet.
| Zeitraum  | Ausrüster |
| --------- | --------- |
| 1986–1989 | Puma      |
| 1989–1992 | Adidas    |
| 1992–1997 | Lotto     |
| 1997–2001 | Umbro     |
| 2001–2008 | Lotto     |
| 2008–2015 | Nike      |
| 2015–2020 | Lotto     |
| 2020–2023 | Kappa     |
| seit 2023 | Jako      |

## Stadion

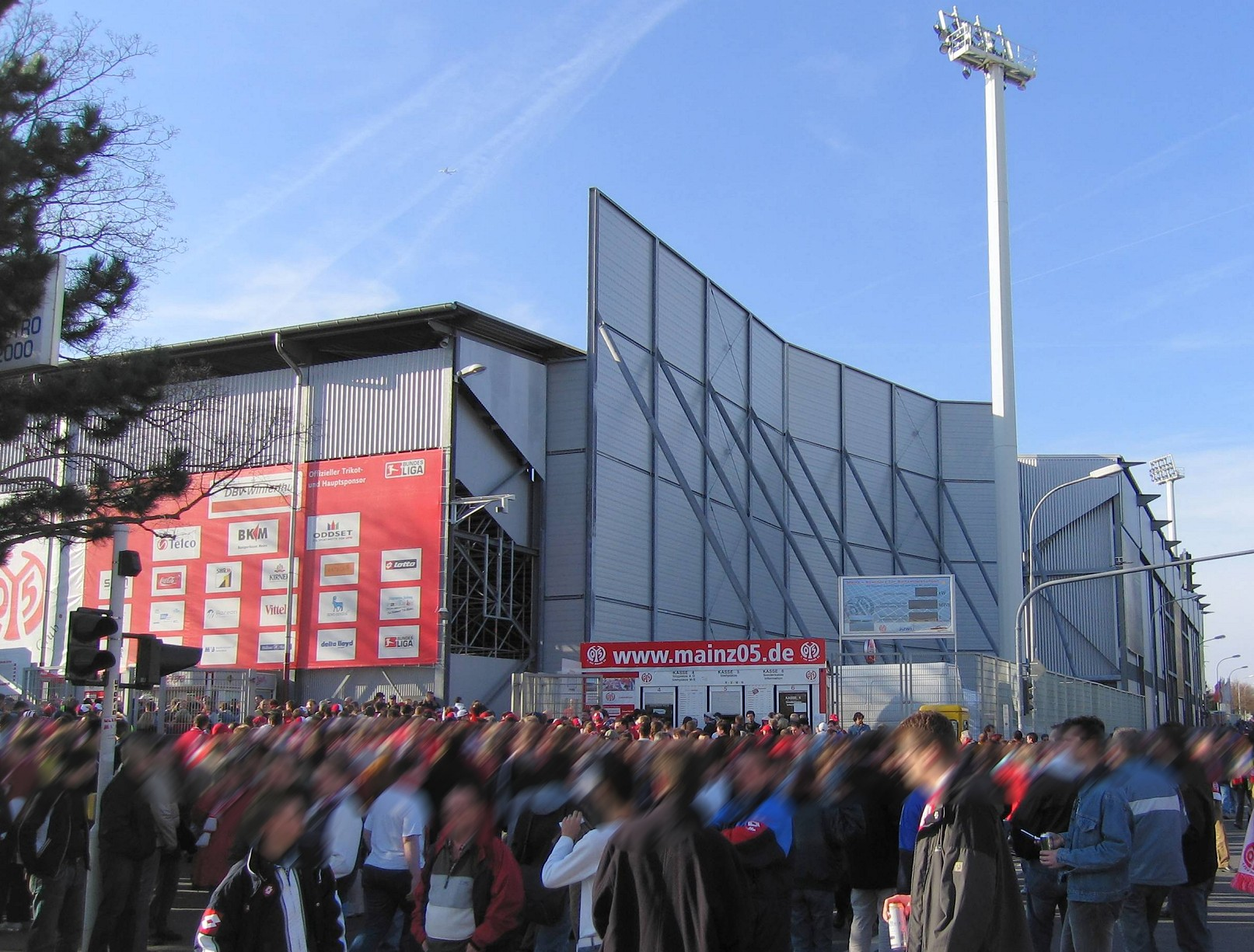
Das Bruchwegstadion war bis Sommer 2011 die Heimat der ersten Mannschaft

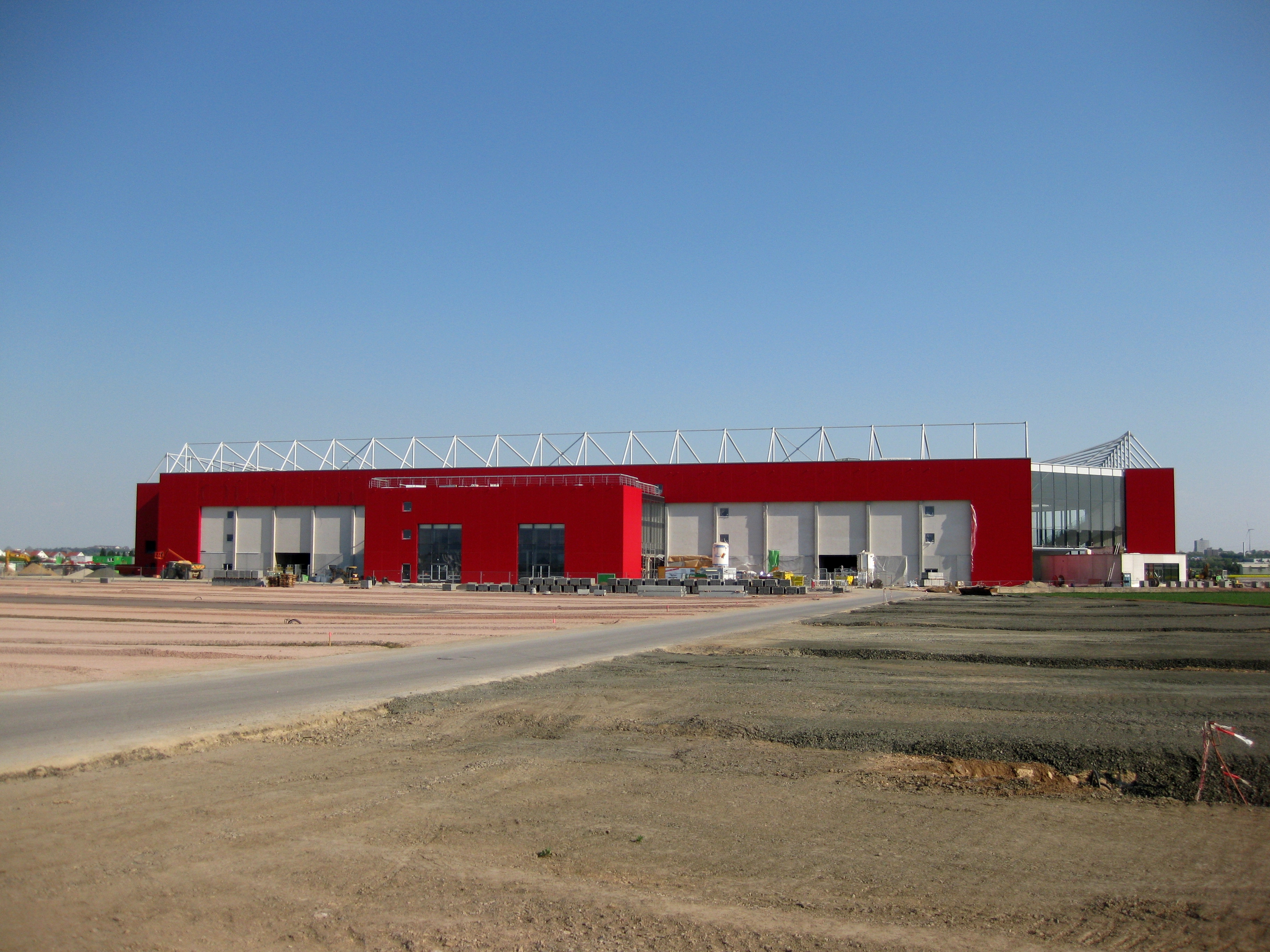
Die damalige Coface Arena kurz vor der Fertigstellung

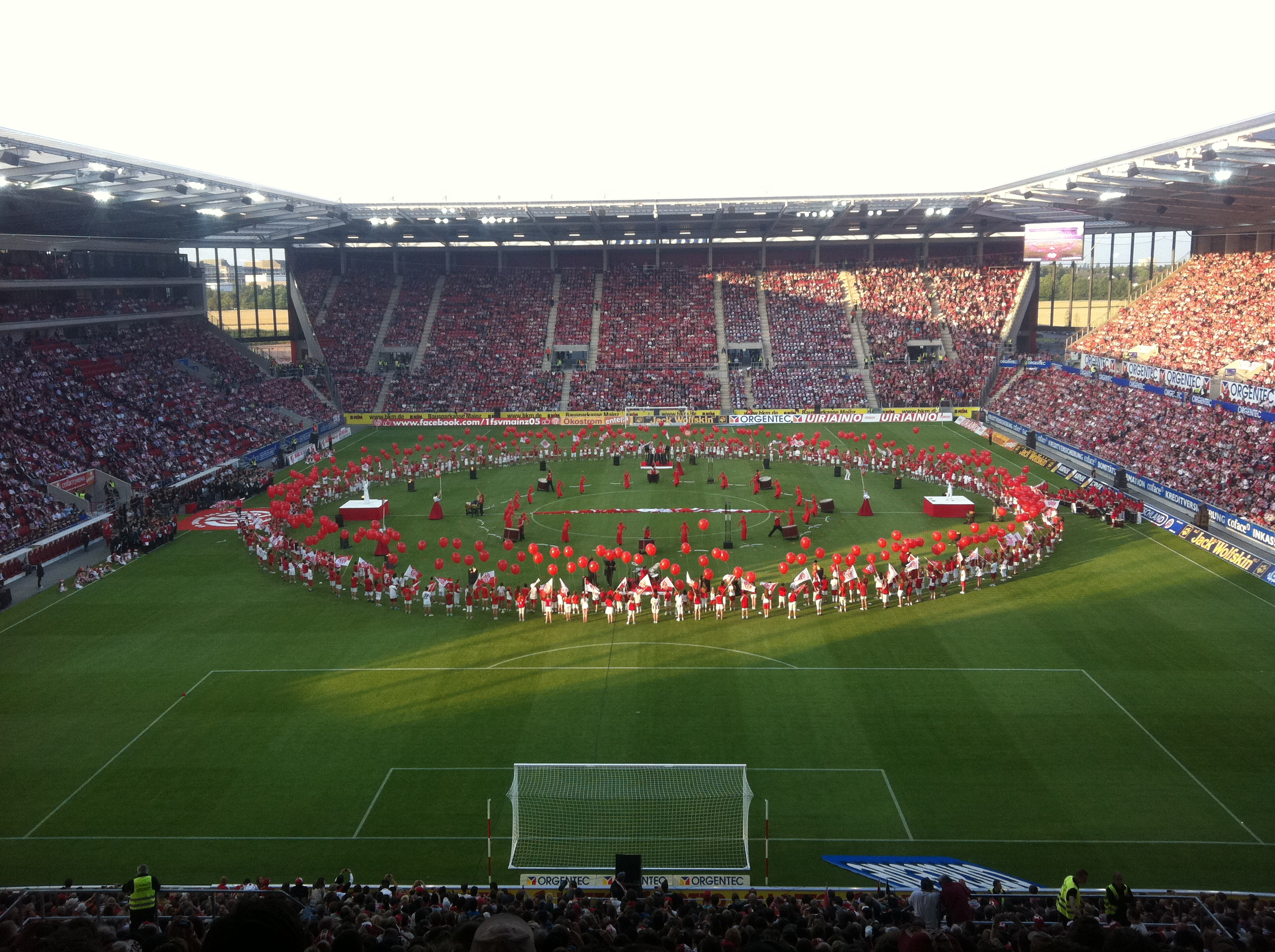
Die Eröffnungsfeier der neuen Spielstätte am 3. Juli 2011

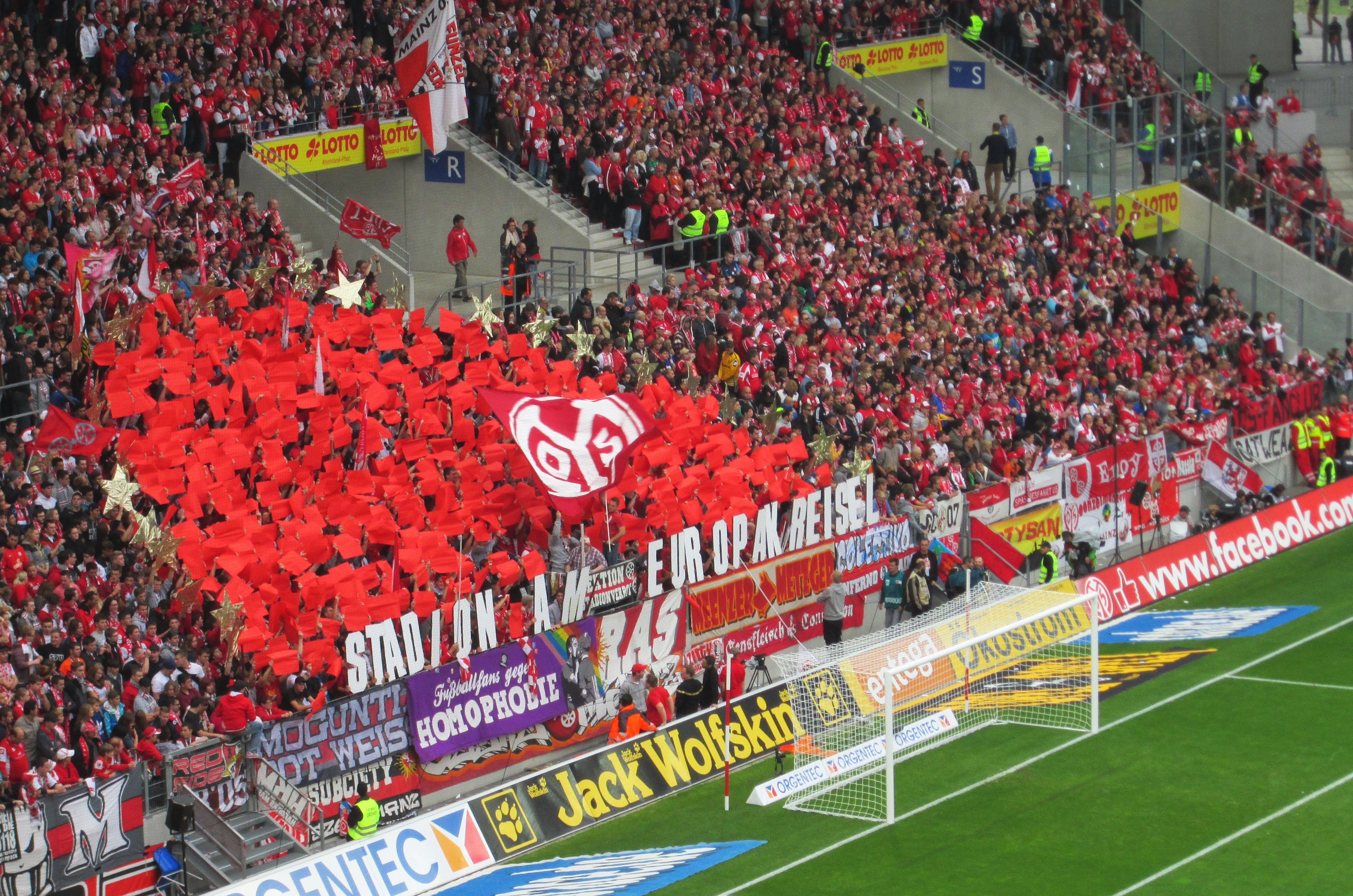
Choreo vor dem Spiel gegen Fortuna Düsseldorf (1:0)

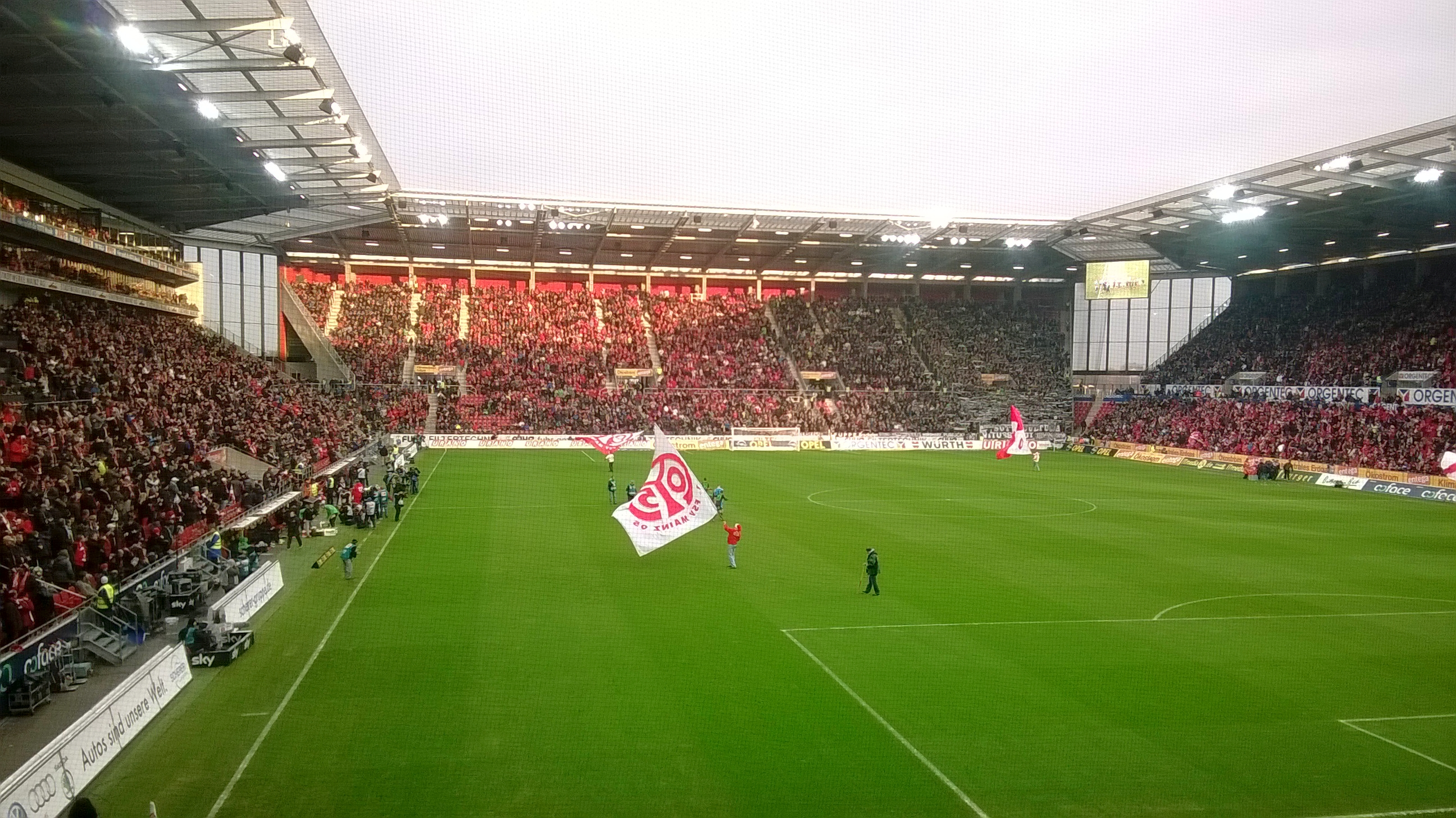
… vor dem Spiel gegen Borussia Mönchengladbach (0:0)

Seit der Saison 2011/12 ist die Mewa Arena die Spielstätte der 05er.
Davor hatte der FSV seine Heimspiele von 1938 bis 2011 im Bruchwegstadion ausgetragen. Dieses reine Fußballstadion am Dr.-Martin-Luther-King-Weg (früher Bretzenheimer Bruchweg) nahe der Mainzer Universität hatte nach mehreren Umbauten 18.000 größtenteils überdachte Plätze, darunter ca. 10.400 Sitzplätze. Zum Stadiongelände gehören Kunstrasen- und Rasenplätze. Aus wirtschaftlichen Gründen war der Verein nach eigenen Angaben auf ein größeres Stadion angewiesen, wobei ein Ausbau des Bruchwegstadions nicht möglich war. Deshalb erfolgte durch die Grundstücksverwaltungsgesellschaft (GVG) der Stadt Mainz ein Stadionneubau rund zwei Kilometer westlich. Dessen Kosten wurden auf 45 Millionen Euro veranschlagt, dazu kommen noch maximal 15 Millionen Euro für zusätzliche Bau- und Erschließungskosten sowie für den Erwerb der Baufläche.
Vor 1938 spielten die 05er rund 500 Meter südlich des heutigen Stadions auf dem in Eigenarbeit angelegten Sportplatz am Fort Bingen, der 1920 mit einem Freundschaftsspiel gegen Vasas Budapest vor 5000 Zuschauern eingeweiht wurde. Nach der Erweiterung zur Saison 1926/27 bot die moderne Kampfbahn mit Tribüne und ausgebauten Stehtraversen Platz für mehr als 10.000 Zuschauer. 1937 musste dieses erste vereinseigene Stadion einer Flakkaserne weichen, die heute den Haupteingang der Universität bildet. Als Entschädigung für den Verlust der Anlage mit drei Spielfeldern, Tribünen und Umkleidekabinen, in die mehrere hunderttausend Mark investiert worden waren, erhielt der Verein lediglich 3000 Mark. Die 05er spielten zunächst an der Pariser Straße auf dem Platz des Mainzer Turnverein von 1817, ab 1938 in der Herbert-Norkus-Kampfbahn, wie das städtische Bruchwegstadion im Dritten Reich hieß.
Vor der Errichtung des Sportplatzes am Fort Bingen musste der Verein unterschiedliche Sportplätze nutzen. Zu Hassia-Zeiten spielte man auf freien Flächen der Befestigung am Gautor, große Spiele wurden auf der 1897 errichteten Radrennbahn am nahegelegenen Fichteplatz ausgetragen. 1910 zog der Verein auf den Platz des Mainzer SV 08 an der Hattenbergstraße um. Nach dem Krieg und der Fusion mit den 08ern musste der Klub zunächst auf den ungeeigneten Schützenfestplatz oberhalb des Stadtparks ausweichen, bis die Kampfbahn am Fort Bingen fertiggestellt war.
Bei den Heimspielen des 1. FSV Mainz 05 wird jedes Tor der eigenen Mannschaft mit den ersten Takten des Narrhallamarschs – in Anlehnung an die Mainzer Fastnacht – gefeiert.

## Rivalitäten und Freundschaften
Die ersten großen Rivalen der 05er waren die lokalen Konkurrenten. In der Vorkriegszeit gilt das vor allem für den SV Weisenau, aber auch den großen Nachbarn SV Wiesbaden, der in Mainz von 1925 bis 1934 jedes Jahr verlor, zuhause aber auch nur vier Punkte abgab.
Die Rivalität mit Wormatia Worms entwickelte sich aus dem Kopf-an-Kopf-Rennen um die rheinhessische Bezirksligameisterschaft in der Saison 1926/27, das von einem Stellvertreterkampf in den Zeitungen (auf Wormser Seite: Richard Kirn, später hochrangiger Journalist im kicker-Vorgänger „Sportmagazin“) begleitet wurde. Die 05er gewannen den Titel 1926, die Wormser anschließend viermal hintereinander. Eine eher freundschaftliche Rivalität entwickelte sich in den 1980ern zwischen dem Südwestverein Mainz 05 und der hessischen FVgg. Kastel 06. Die jährlichen Vergleichsspiele zwischen dem links- und dem rechtsrheinischen Mainzer Oberligisten, die im Ligaspielbetrieb nicht aufeinandertreffen konnten, zogen regelmäßig viele Zuschauer an.
In jüngerer Vergangenheit gelten Eintracht Frankfurt und der 1. FC Kaiserslautern als größte Rivalen. Die Begegnungen mit Eintracht Frankfurt werden oft als „Rhein-Main-Derby“ bezeichnet. Die Spiele gegen den 1. FC Kaiserslautern gelten als „Rheinland-Pfalz-Derby“ und sind für Teile der Mainzer Fanszene die Derbys mit der höchsten Priorität. In diesem Derby geht es um die „Nummer Eins in Rheinland-Pfalz“. Darüber hinaus entwickelte sich seit den 2010er Jahren eine Fangegnerschaft zum FC Augsburg, was zu Konflikten beider Fanlager führte. Die Abneigungen gehen aber mehr einseitig von der aktiven Augsburger Fanszene seit einem wichtigen Bannerverlust an die Mainzer Ultras im Jahr 2007 aus. Begegnungen zwischen dem FSV und dem FCA stehen bei der Polizei seither unter besonderer Beobachtung.
Eine intensive Fanfreundschaft verband die Fans von Mainz 05 und Borussia Mönchengladbach von 1994 bis 1999, seit einem Pokalspiel 1994 in Gladbach, das die 05er nach großem Kampf mit 4:6 verloren hatten. Das ging sogar so weit, dass bei Auswärtsspielen der Mainzer im Westen Gladbacher Fans die Mainzer unterstützten. Zwar existieren seit dieser Zeit noch einzelne persönliche Freundschaften, aber als die Gladbacher 1999 eine Schifffahrt nach Mainz organisierten, durch Missverständnisse aber nicht wie vereinbart von einem „Empfangskomitee“ begrüßt wurden, kündigten die Gladbacher diese Freundschaft kurzerhand auf.
Gegenwärtig führt die aktive Fanszene eine enge Freundschaft zu der aktiven Fanszene aus Duisburg. Die Freundschaft wird auf Ultra- & Vereinsebene seit über 2 Jahrzehnten geführt.
Zur von der aktiven Fanszene organisierten Verabschiedung der Südtribüne des Bruchwegstadions im September 2023 gastierte der MSV Duisburg für ein Freundschaftsspiel in Mainz, zu welchem auch die aktiven Fans aus Duisburg anreisten und diesem beiwohnten. Dabei wurde der freundschaftliche 2:0-Sieg der 05er von beiden Fanszenen mit Choreographien auf den Tribünen begleitet.
Weitere Verbindungen bestehen nach Griechenland zu Iraklis Thessaloniki, in die Schweiz zum FC Winterthur und nach Italien zum FC Casertana. Einzelne freundschaftliche Kontakte bestanden auch zur aktiven Fanszene des FC Carl Zeiss Jena, wobei diese nur wenig aktiv geführt werden.

## Weitere Abteilungen

### Handballabteilung
Die Handballabteilung der 05er entstand erst 1926, als unter anderem die Juniorenabteilung des Wartburgverein Mainz geschlossen zum FSV wechselte und sich zwei Herren-, eine Damen- und eine Junioren-Feldhandballmannschaft formierten. Bereits 1927 wurde die Mainzer Herrenmannschaft Bezirks- und Rhein-Saar-Meister. Bis 1930 folgten zwei weitere Bezirksmeisterschaften. Überregional scheiterten die Mainzer regelmäßig am SV Darmstadt 98. Wie die Fußballabteilung brachen auch die Handballer nach dem Verlust des Vereinsgeländes ab 1938 zusammen.
Nach dem Krieg konnten die neuformierten Handballer nicht an die alten Erfolge anknüpfen. Erst 1972 gelang mit der Rheinhessenmeisterschaft der Junioren und dem anschließenden zweiten Platz bei der Südwestmeisterschaft wieder ein Titel.

#### Herren
Die Herrenmannschaft erreichte 1977 die Oberliga, aus der sie 1983 wieder abstieg. Bis 1985 und von 1988 bis 1993 spielte das Team in der Verbandsliga. Seit 2009 ist keine Herrenhandballmannschaft von Mainz 05 mehr aktiv.

#### Damenmannschaft „Mainzer Dynamites“
Eine Damenmannschaft gibt es erst seit 1978 wieder. Von 1992 bis 1996 traten die 05-Spielerinnen in der Regionalliga an. Die Erweiterung der Regionalliga Südwest um Hessen und Thüringen schmälerte die Wiederaufstiegschancen. Trotz mehrerer Meisterschaften in der Oberliga scheiterte die Mannschaft regelmäßig im Aufstiegs-Play-off. Die bis Oktober 2006 vom „Magier“ Vlado Stenzel trainierten Damen stiegen 2008 schließlich in die Regionalliga Südwest auf.
Im Jahr 2010 gelang der Aufstieg in die 2. Bundesliga. In der Saison 2011/12 spielten die Damen in der 3. Liga und beendeten diese mit dem direkten Wiederaufstieg. Zwischen dem Sommer 2015 und 2018 kooperierte der 1. FSV Mainz 05 mit der DJK Sportfreunde Budenheim; beide bildeten die FSG Mainz 05/Budenheim. Zum Ende der Saison 2017/18, die die FSG auf Platz 10 der 2. Bundesliga beendete, löste sich die Spielgemeinschaft nach internen Querelen auf. In der Saison 2018/19 sicherte sich die Mannschaft einen Spieltag vor Saisonende den Aufstieg in die Bundesliga. Nach der Saison 2020/2021 stieg das Team in die 2. Bundesliga ab.

### Tischtennisabteilung
Die Tischtennisabteilung des 1. FSV Mainz 05 entstand 1949, als acht Jugendliche des Mainzer Rudervereins, für die nach der Währungsreform die Mitgliedsbeiträge zu hoch wurden, zu den 05ern wechselten. Bereits im ersten Jahr nahmen drei Spieler an den deutschen Einzelmeisterschaften teil.
Der erste Star des 05-Tischtennis war der mehrfache indische Meister Cudhir Kakhar, der sich in den frühen 1950er-Jahren dem FSV anschloss und den Topspin in Deutschland einführte.
1954 schlossen sich mehrere Spieler des Landesmeisters Blau-Weiß Gonsenheim, der sich aufgelöst hatte, dem Verein an. Im gleichen Jahr waren die Mainzer Gründungsmitglied der Oberliga Südwest, der sie bis 1972 und erneut von 1976 bis 1978 angehörten. 1956 spielten sie um die deutsche Meisterschaft mit. 1968 verpasste Mainz 05 als Oberligazweiter hinter der TGS Rödelheim knapp die Teilnahme an der Aufstiegsrunde zur Tischtennis-Bundesliga.
Mit Dieter Köhler stellten die 05er 1956 den deutschen Jugendmeister im Einzel und Doppel sowie den internationalen Jugendmeister. Bei der Weltmeisterschaft 1959 bezwang Köhler den chinesischen Asienmeister Wang Chuan-Yao. Bis heute ist Köhler der erfolgreichste Tischtennisspieler des 1. FSV Mainz 05. Bis 1965 stellten die 05er jedes Jahr den Verbandsmeister Rheinhessens.
Nach dem Wiederaufstieg 1980 waren die 05er auch Gründungsmitglied der 2. Bundesliga, aus der sie im Zuge der Staffelreduzierung 1988 wieder abstiegen. 1991 spielten die Mainzer nur noch viertklassig. Wayne Estwick, Nationalspieler von Trinidad und Tobago, sollte ein Schlüsselspieler beim Wiederaufstieg werden, kam aber noch vor seinem ersten Einsatz bei einem Raubüberfall auf den Mainzer Tischtennis-Abteilungsleiter ums Leben.
Der bekannteste Mainzer Tischtennisspieler der letzten Jahre ist der Chinese Li Bing, der von 1994 bis 2004 achtmal bester Einzelspieler der Liga wurde und den Verein wieder in die Regionalliga brachte. Seit seinem Wechsel nach Mainz verpasste er kein einziges Meisterschaftsspiel (Stand: 2005). 2001 brachten die 05er einen weiteren Spitzenspieler heraus. Der damals 15-jährige Patrick Baum wurde in seiner Altersklasse Deutscher Meister und Europameister. Nach der Regionalligameisterschaft 2002 scheiterten die Mainzer in der Aufstiegsrunde zur 2. Bundesliga.
| 2022/23 | Putuntica | Muramatsu | Rossi | Mladenovic |
| 2023/24 | Șipoș     | Li        | Rossi | Mladenovic |

Die Saison 2005/06 schlossen die Mainzer als Zweitplatzierter der drittklassigen Regionalliga Südwest ab.
2022 stieg die Herrenmannschaft in die Bundesliga auf. Mit sechs Siegen aus 22 Spielen belegte Mainz den letzten Platz, konnte mangels aufstiegswilliger Zweitligisten aber die Klasse halten. Zur Folgesaison schlossen sich Rareș Șipoș und Li Yongyin dem Verein an und ersetzten Putuntica, Muramatsu und Yiğenler. In dieser Besetzung wurde Mainz mit vier Siegen erneut Letzter und stieg diesmal ab.

### Fanabteilung
Die Fanabteilung gründete sich im Sommer 2017 und bietet allen Mitgliedern die Möglichkeit eines aktiven Vereinslebens. Die Abteilung steht jedem Vereinsmitglied offen und hat sich selbst verschiedene Schwerpunktaufgaben gesetzt. So sollen Vereinsmitgliedschaft im Verein greifbarer und attraktiver gestaltet werden, die Fanabteilung zum tragenden Pfeiler zwischen Verein und Mitglieder werden oder der Verein mit frischen neuen Ideen versorgt und an deren Umsetzung mitgearbeitet werden.
Die Abteilung hat verschiedene Arbeitsgruppen mit eigenen Schwerpunkten. Es gibt aktuell Arbeitsgruppen mit den Schwerpunkten Identifikation, Fanservice, Öffentlichkeitsarbeit, soziales Engagement und Vereinsgeschichte in die sich jedes Abteilungsmitglied einbringen kann. Aus der „AG Identifikation“ ist im Jahr 2021 das Vereinsleitbild entstanden.